# Cimetière de La Madeleine (Amiens)
Pour les articles homonymes, voir cimetière de La Madeleine.

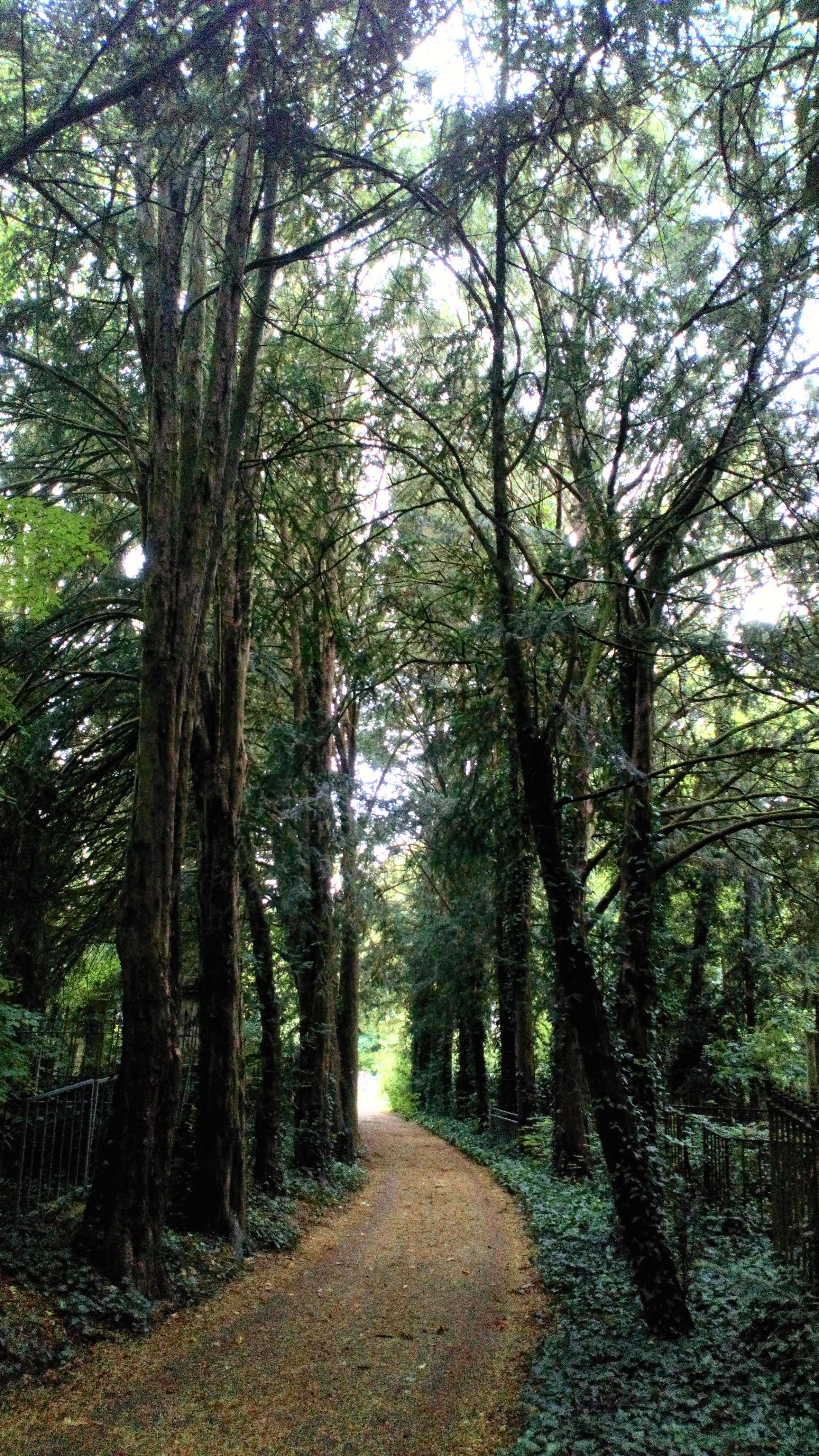
Alignement d'ifs.

Le cimetière de La Madeleine, le plus célèbre des cimetières d'Amiens, est situé rue Saint-Maurice, au nord-ouest de la ville, à l'extrémité ouest du quartier Saint-Maurice.
D'une superficie de 18 hectares, le cimetière de La Madeleine est à découvrir aussi en tant que parc arboré et vallonné. De nombreuses tombes de familles de notables témoignent de la prospérité de la ville au XIXe siècle.

## Historique
À la fin du XVIIe siècle, il est décidé de créer un cimetière en dehors de la ville à l'emplacement d'une ancienne maladrerie : le cimetière de La Madeleine. La suppression du cimetière Saint-Denis situé en centre-ville (actuelle place René-Goblet) et sa transformation en square fut effective sous la Seconde Restauration.
Le cimetière de La Madeleine est mis en service en 1817. Les vallons et coteaux du site permettent à l'architecte de la ville d'Amiens, François-Auguste Cheussey, de réaliser un parc à l'anglaise où alternent plaines, espaces arborés, allées et tombes dont certaines sont de véritables mausolées.
Le cimetière de La Madeleine a été classé monument historique le 10 mai 1995.

## Caractéristiques

### Un parc arboré

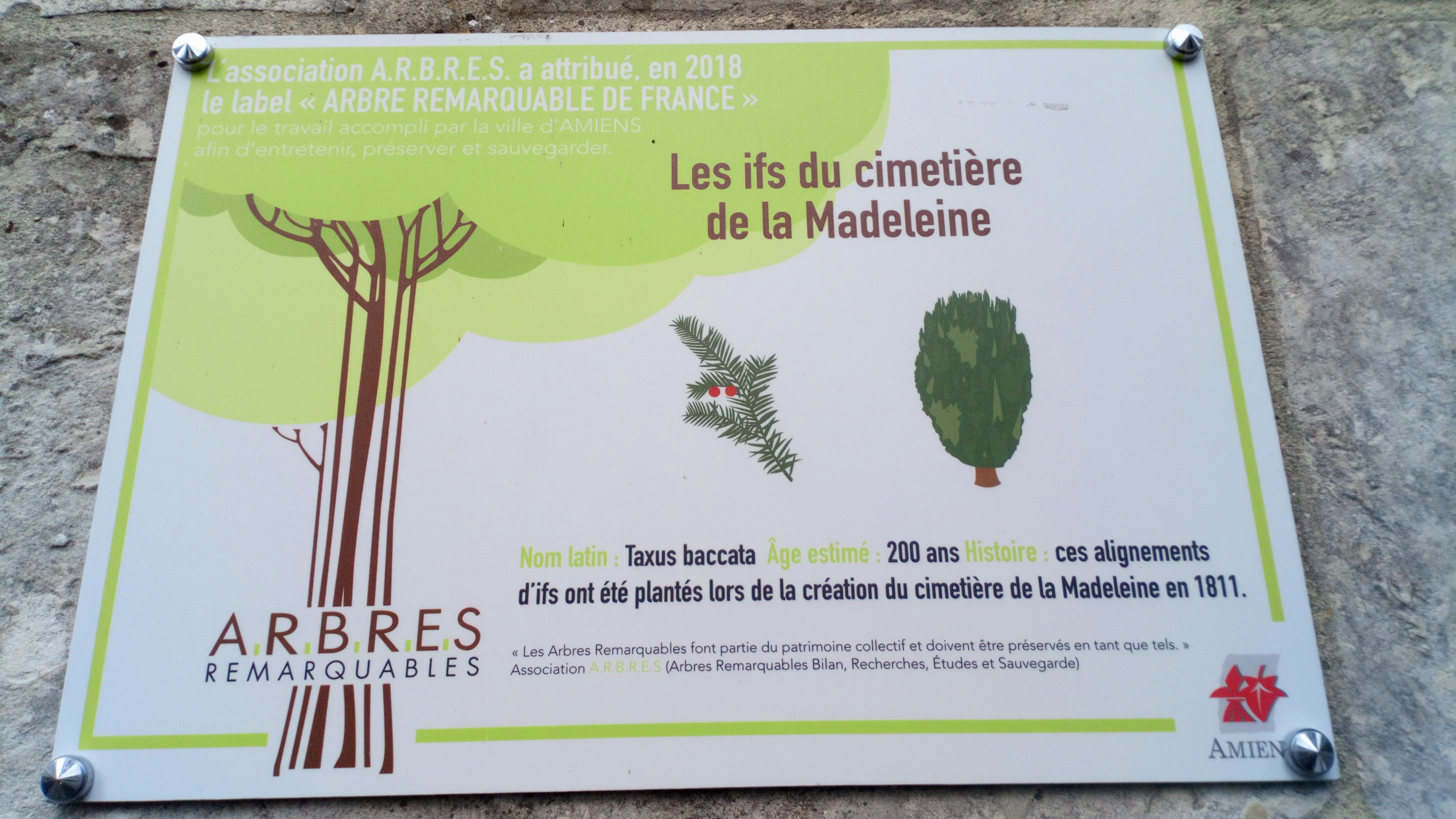

Le cimetière conserve des arbres plantés au XIXe siècle : frênes, érables, tilleuls, pins sylvestres et s'est enrichi en 2000, à la suite d'une étude paysagère, d'arbres d'alignement, de bosquets en tête d’ilot et d'un arboretum dans le jardin du souvenir que fréquentent les passereaux : mésanges, pouillots, fauvettes, et merles à plastron...
Un alignement d'ifs plantés pour certains en 1811 a été labellisé « Arbres remarquables de France » par l'association ARBRES, en 2018.

### Carré militaire de la Guerre de 1870
Classé MH (1995). Le carré militaire est entretenu par le Souvenir français.

#### Monument aux morts
Sous la forme d'un obélisque surmonté d'une croix, le monument est dédié « Aux soldats français morts pour la défense de la Patrie 1870-1871 ». Sur chaque côté, sont gravés les noms de 199 soldats morts au combat, il est fait mention de 10 soldats inconnus.

#### Tombe du commandant Vogel
Le commandant Jean-François Vogel (1821-1870) qui commandait la citadelle et qui fut tué le 30 novembre 1870 a été inhumé à côté du monument aux morts. Le monument qui recouvre son tombeau est composé d'une colonne quadrangulaire surmontée d'un buste du défunt, œuvre d'Albert Roze. Il a été érigé le 23 septembre 1888, à l'initiative de la société de gymnastique La Picarde.

#### Tombe du capitaine Charles Zacharie Petit
Elle est située à l'entrée du carré militaire.

#### Tombes militaires
Les 209 tombes sont marquées d'un numéro. L'identité des soldats inhumés est gravée sur le monument aux morts.

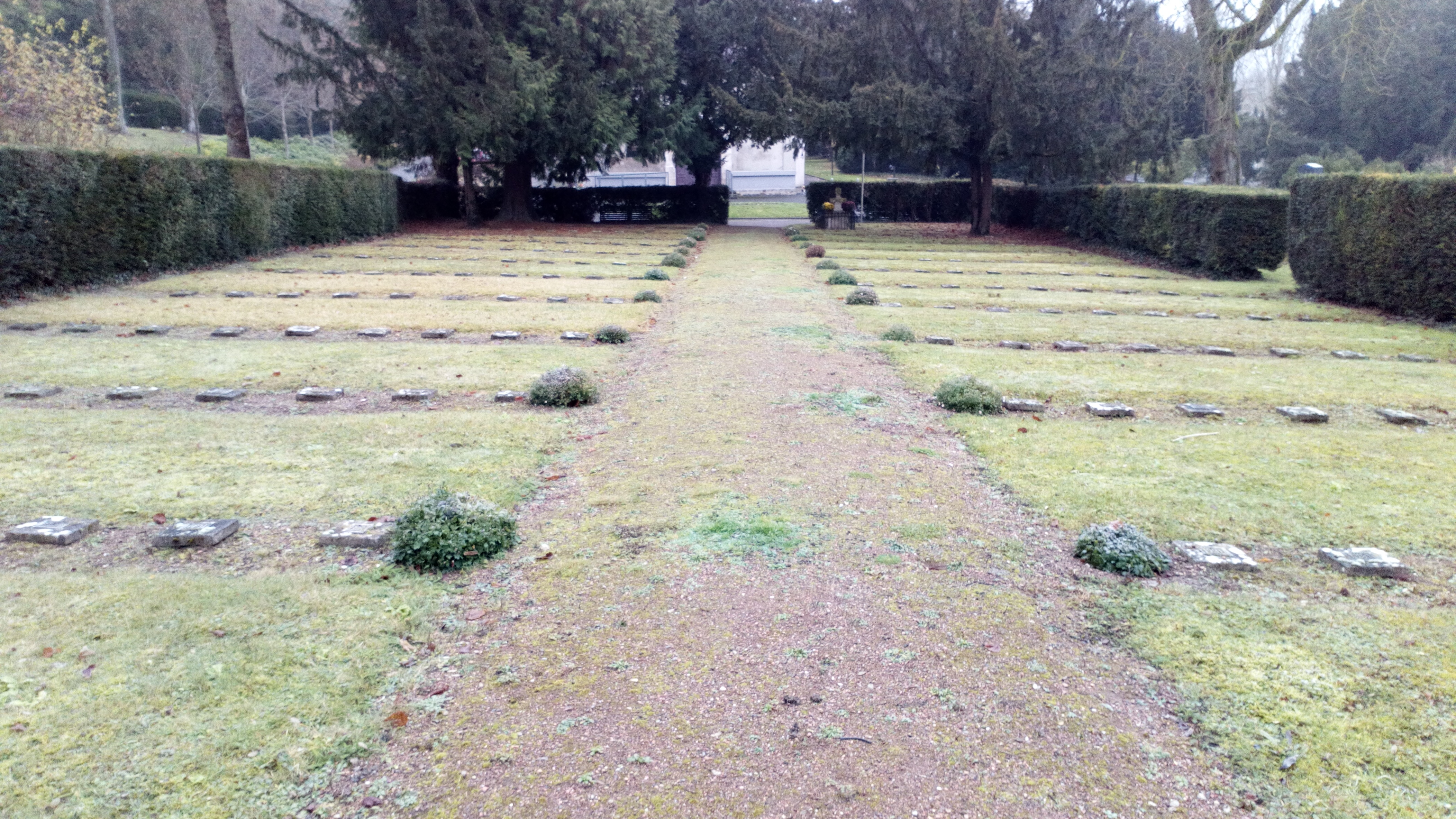
Carré militaire 1870
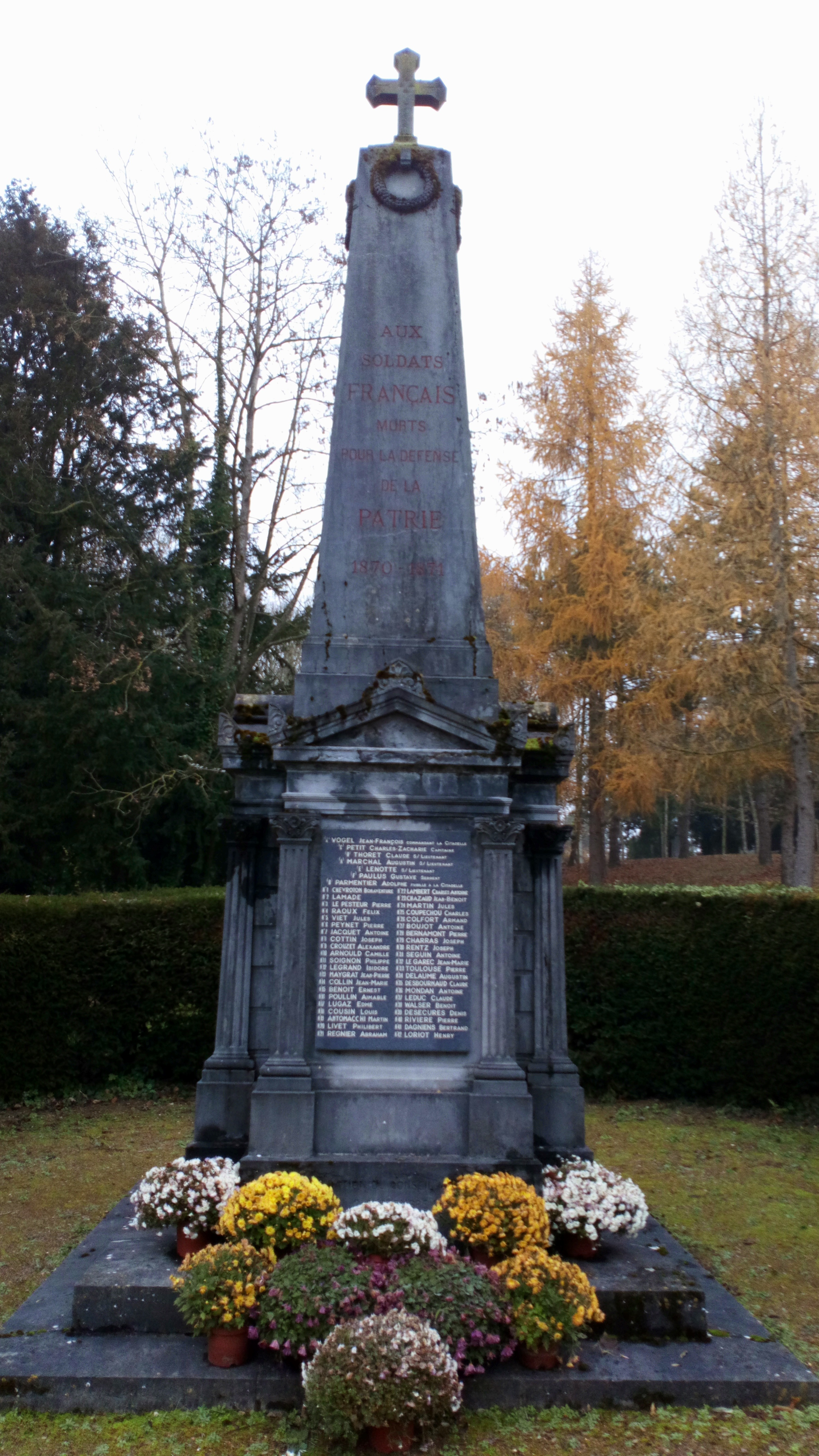
Monument aux morts
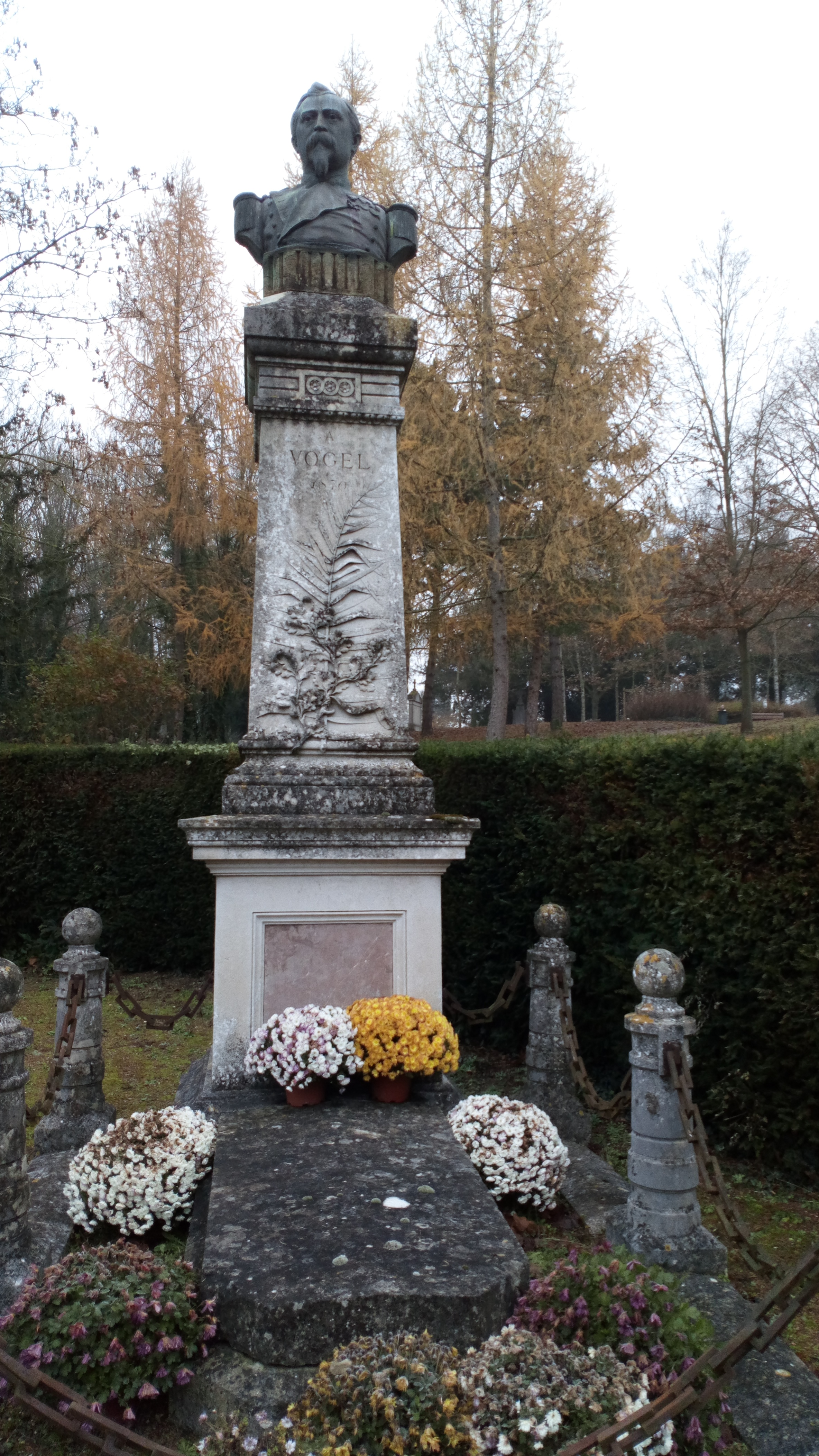
Tombe du commandant Vogel
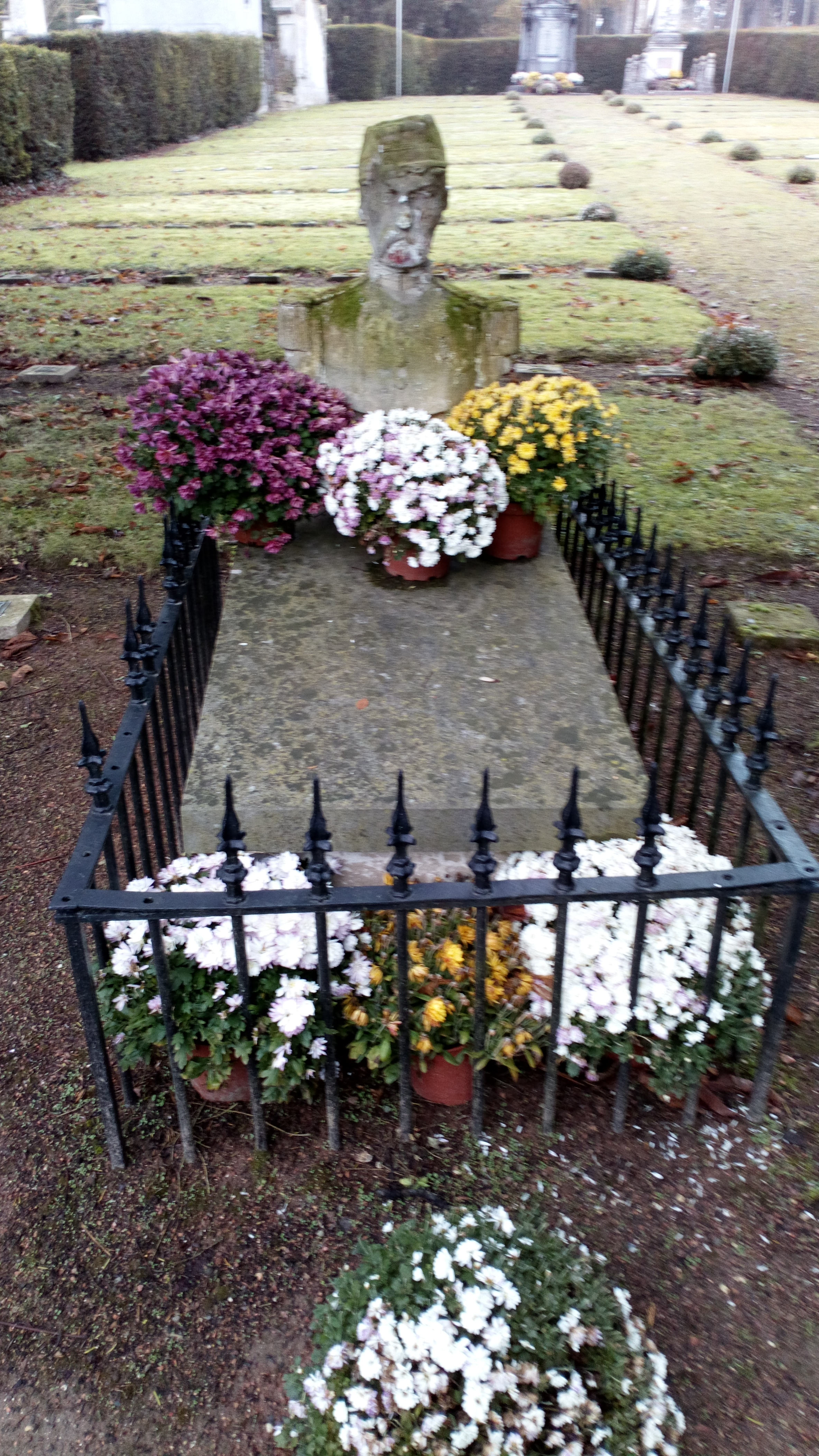
Tombe du capitaine Petit

### Carré dit des «Croix noires»
Dans ce carré sont inhumés les corps de victimes de bombardements aériens de la Seconde Guerre mondiale.
Le 18 février 1944 se déroule l'Opération Jéricho, bombardement de la prison d'Amiens par la Royal Air Force qui fait plus d'une centaine de victimes dont certaines sont inhumées dans ce carré.
Les 27 et 28 mai 1944, jour de la Pentecôte, Amiens subit un bombardement aérien de près de 6 heures. Il cause 209 victimes. Des victimes civiles sont ensevelies dans un carré.
Les tombes sont matérialisées par 250 croix noires, en chêne, de 1,50 m de haut et 5 cm de large à la manière des cimetières militaires.
Le carré comprend également les tombes des victimes des bombardements allemands des 18 et 19 mai 1940 et allié du 16 mars 1944.
Une stèle commémorative est dédiée « à la mémoire des victimes civiles de la guerre 1939-1945 ».

### Tombes remarquables
Plusieurs tombeaux ont fait l'objet d'un classement au titre des « monuments historiques ».

#### Tombe de Jules Verne
La plus renommée de toutes est certainement celle de Jules Verne (1828-1905), sur laquelle les visiteurs et touristes viennent se recueillir.

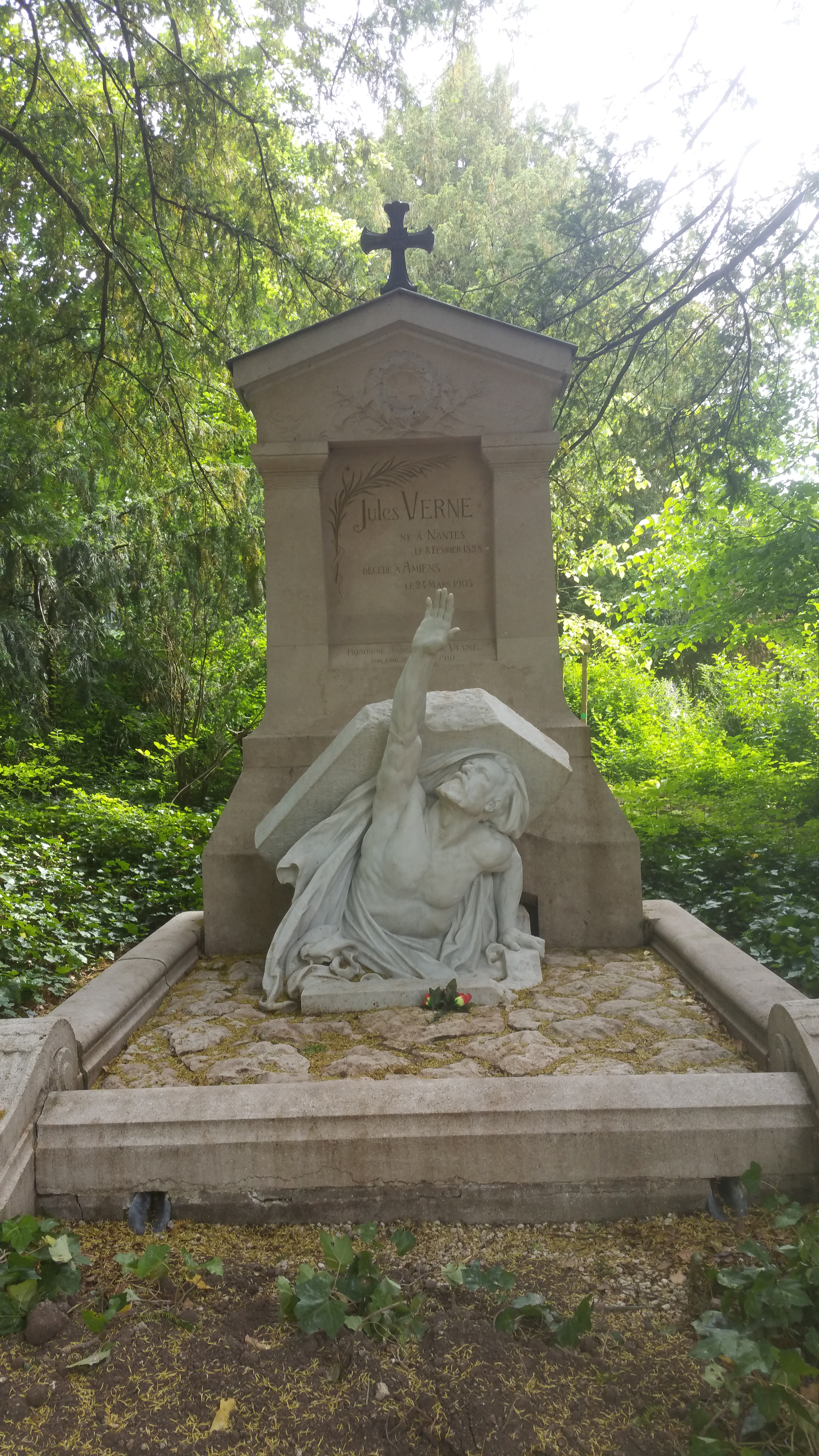
Tombe de Jules Verne

Située assez profondément à l'intérieur du cimetière, vers le Nord. La table d'orientation installée à droite en entrant en donne l'itinéraire.
Œuvre du sculpteur amiénois Albert Roze, la tombe de l'illustre écrivain, intitulée Vers l'Immortalité et l'Éternelle Jeunesse, évoque le thème de la résurrection, en le représentant sortant de son tombeau en rampant. Le torse déjà dégagé de son linceul, il soulève de son dos la pierre dont l'angle est brisé, tend le bras et lève la tête vers la lumière. Elle s'inspire du monument funéraire fait par Carlotte Besnard pour le poète belge Georges Rodenbach au cimetière du Père-Lachaise, à Paris, fait en 1898 et inauguré en 1902.
D'autres analystes interprètent cette allégorie différemment. Ils veulent y voir le symbole de l'esprit créateur, tendant le bras dans une dernière énergie vers la lumière comme un appel à l'aide, alors que le corps glisse inexorablement vers les ténèbres avant que la pierre ne se referme.  Inscrit MH (1986),  Classé MH (1995)

#### Tombe de Victor et Victorine Autier
Victorine Autier (1840-1874), fut infirmière de la Croix rouge pendant la Guerre de 1870. Son père Victor Autier (1805-1876), médecin des pauvres et médecin militaire en 1870-1871, a été inhumé à ses côtés. Le buste de Victorine Autier, qui ornait le sommet du tombeau, a disparu en 2011.

#### Tombe de Jules Barni
Jules Barni (1818-1878) était philosophe et homme politique, traducteur de Kant et ardent républicain. Il est décédé à Mers-les-Bains, le 4 juillet 1878. Une souscription à l'initiative de Frédéric Petit permit l'érection de son monument funéraire. La réalisation du buste de Jules Barni et des sculptures du tombeau fut confiée au sculpteur Athanase Fossé.

#### Tombe de François Auguste Cheussey
François Auguste Cheussey fut architecte de la ville d'Amiens et du département de la Somme. À ce titre, il participa à la restauration de la cathédrale d'Amiens, à la construction de la bibliothèque municipale et de l'église Saint-Jacques. Il fut chargé de l'aménagement du nouveau cimetière de La Madeleine en 1817. À sa mort en 1857, il fut inhumé dans le cimetière dont il avait dirigé l'aménagement dans un tombeau composé d'un monument octogonal.

#### Tombe de la famille Corroyer
La concession fut acquise en mars 1844, par Marie-Jeanne Delacourt, veuve de Louis Auguste Corroyer (1782-1827), entrepreneur en bâtiment, à Amiens, et son fils Florent Corroyer, négociant.  Inscrit MH (1986).

#### Tombe d'Albert Dauphin
Albert Dauphin (1827-1898) fut maire d'Amiens (1873-1871), président du Conseil général de la Somme (1873-1889 et 1892-1898), sénateur de la Somme (1876-1898) et ministre des finances dans le gouvernement de René Goblet (1886-1887). Albert Roze sculpta son tombeau en forme de sarcophage surmonté d'une urne drapée.

#### Tombe de la Famille Descat
Monument de style grec classique avec statues de deux pleureuses debout en forme de caryatide de Valentin Molliens.

#### Tombe de Jean-Baptiste Dijon
Jean-Baptiste Dijon était recteur de l'Académie royale d'Amiens, il décéda le 15 mars 1823. Une souscription publique permit la réalisation d'un tombeau en forme de borne majestueuse de style ionique dont la réalisation fut confiée à François-Auguste Cheussey, architecte en chef du département de la Somme. Le monument a été entièrement remonté et restauré par Les Amis de La Madeleine, en 1989.  Inscrit MH (1986)

#### Tombes de la famille Duthoit
- Les Frères Duthoit, sculpteurs et dessinateurs :
  - Louis Duthoit (1803-1869)
  - Aimé Duthoit (1807-1874)
- Edmond Duthoit (1837-1889), architecte, avec un médaillon en marbre d'Albert Roze,
- Adrien Duthoit (1867-1917), peintre, avec un bas-relief en bronze d'Albert Roze,
- Louis Duthoit (1868-1931), architecte, avec un bas-relief en bronze d'Albert Roze,

 Inscrit MH (1986),  Classé MH (1995)

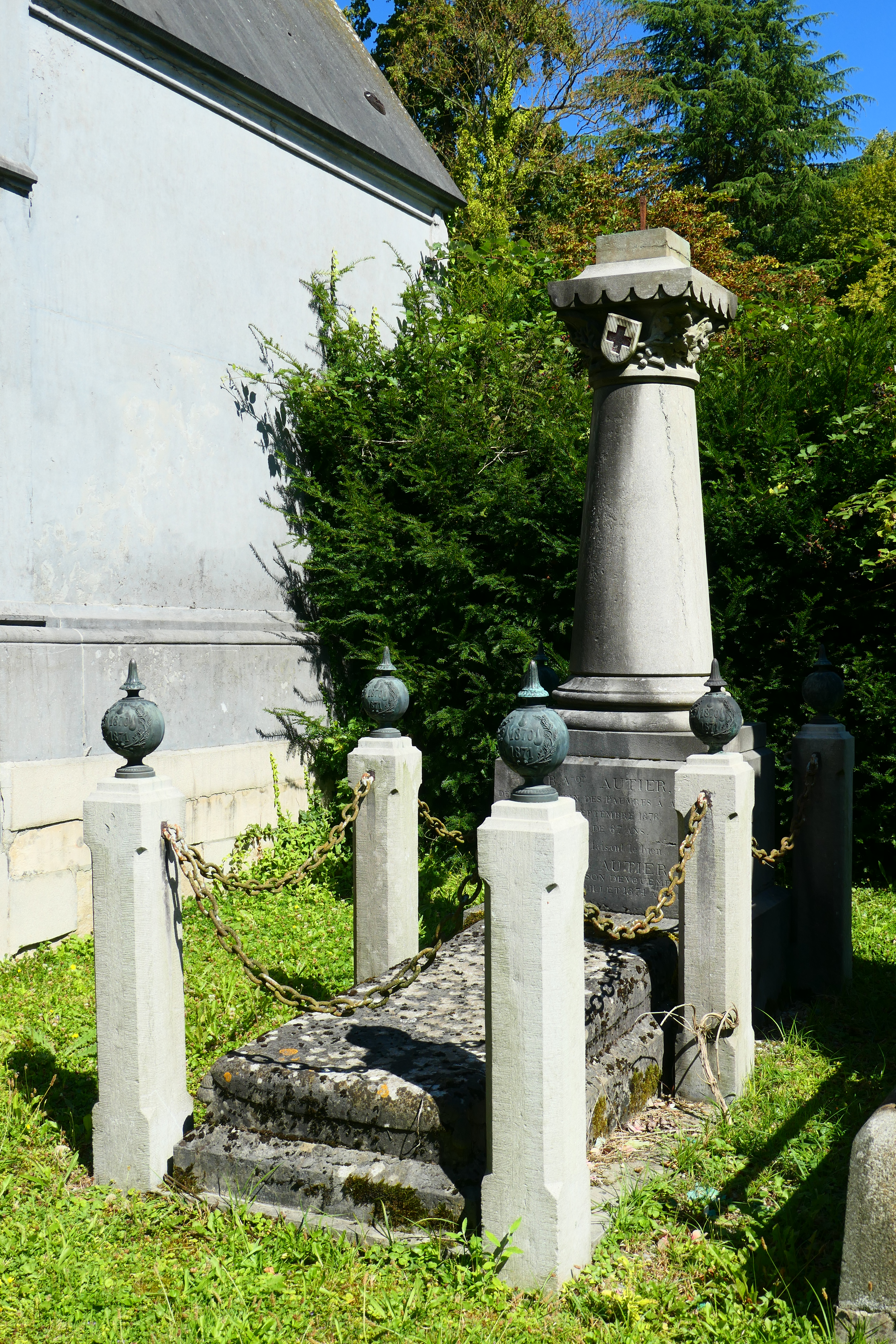
Victor et Victorine Autier
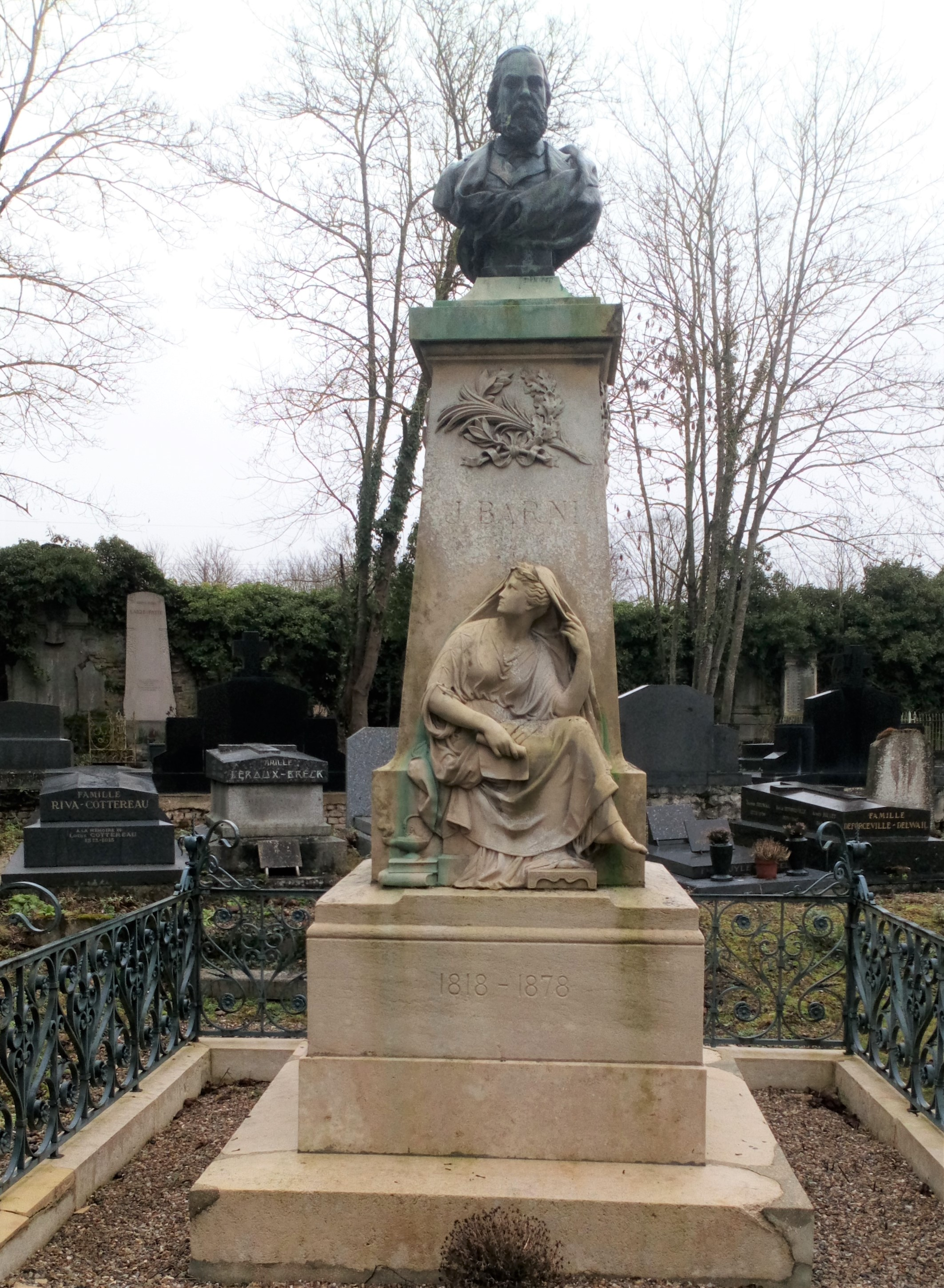
Jules Barni
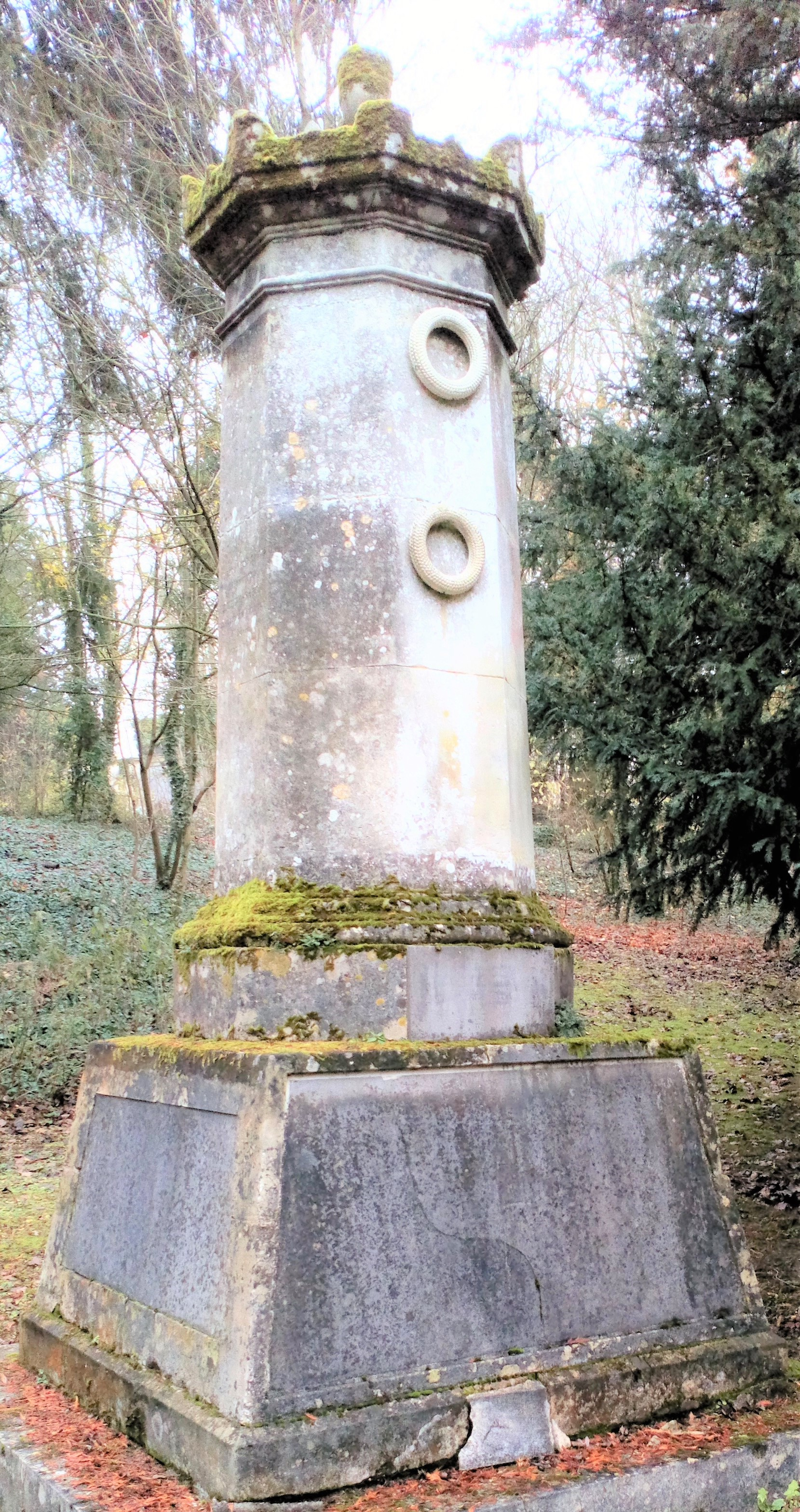
François-Auguste Cheussey
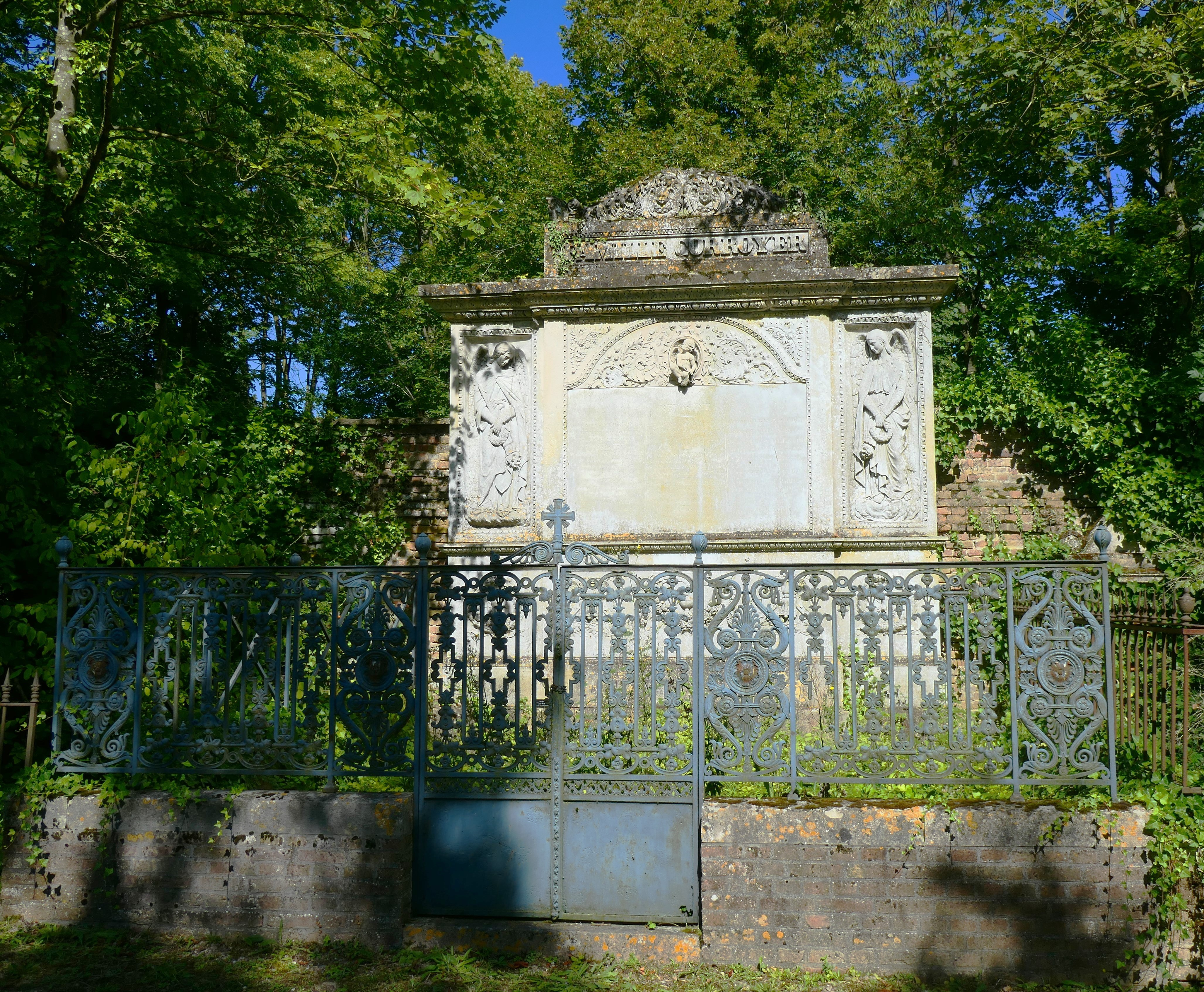
Louis Auguste Corroyer
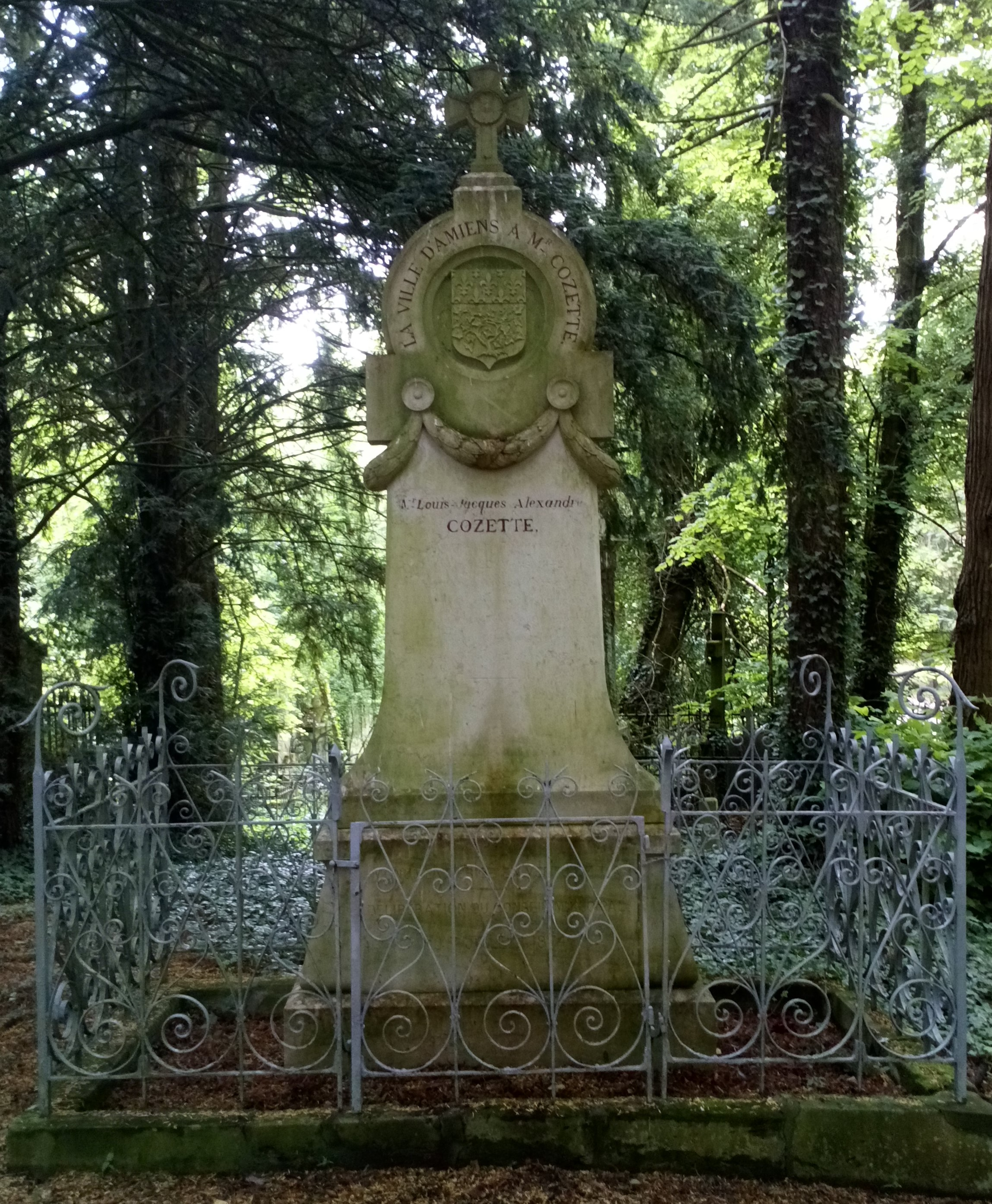
Louis Cozette
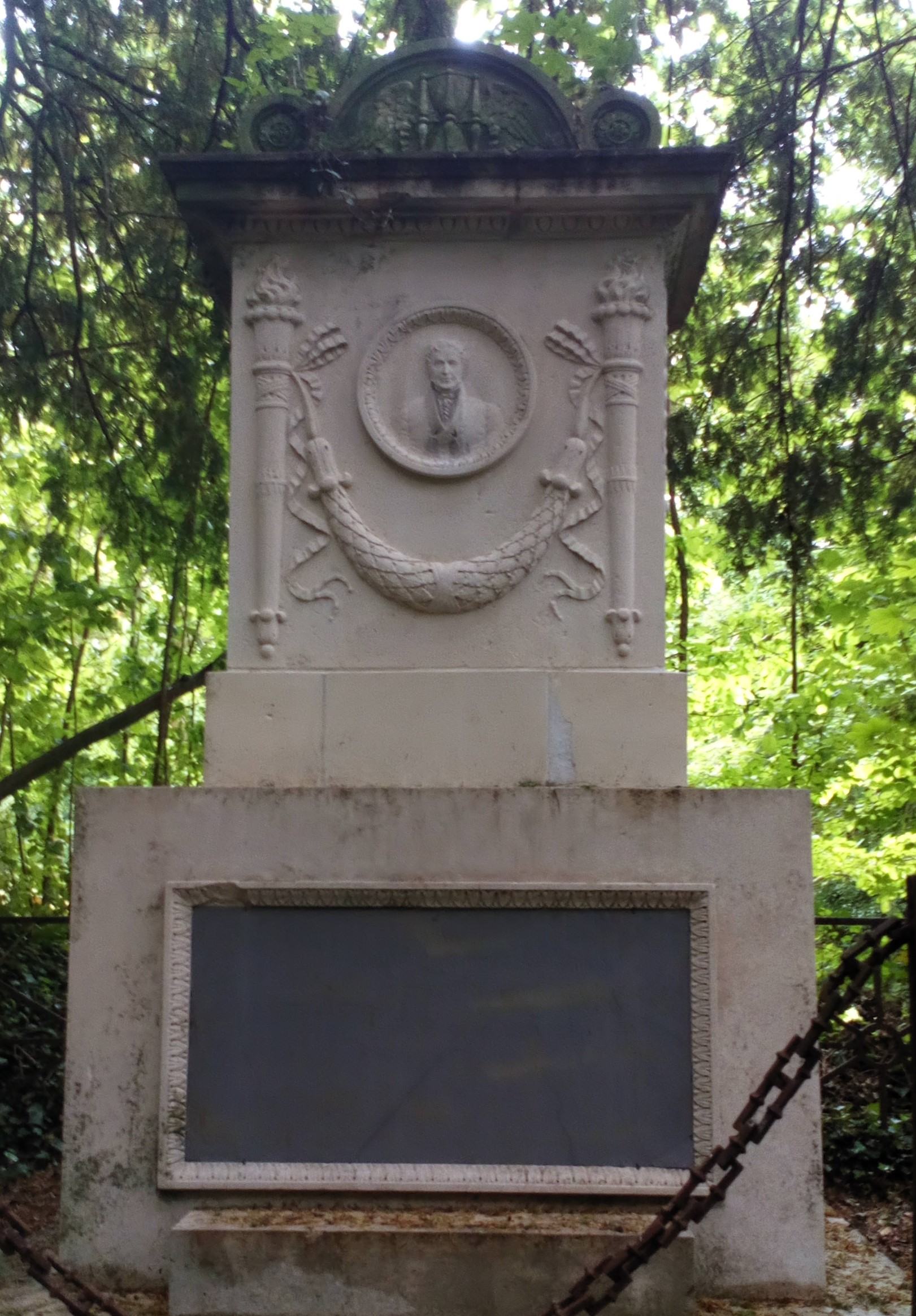
Jean-Baptiste Dijon
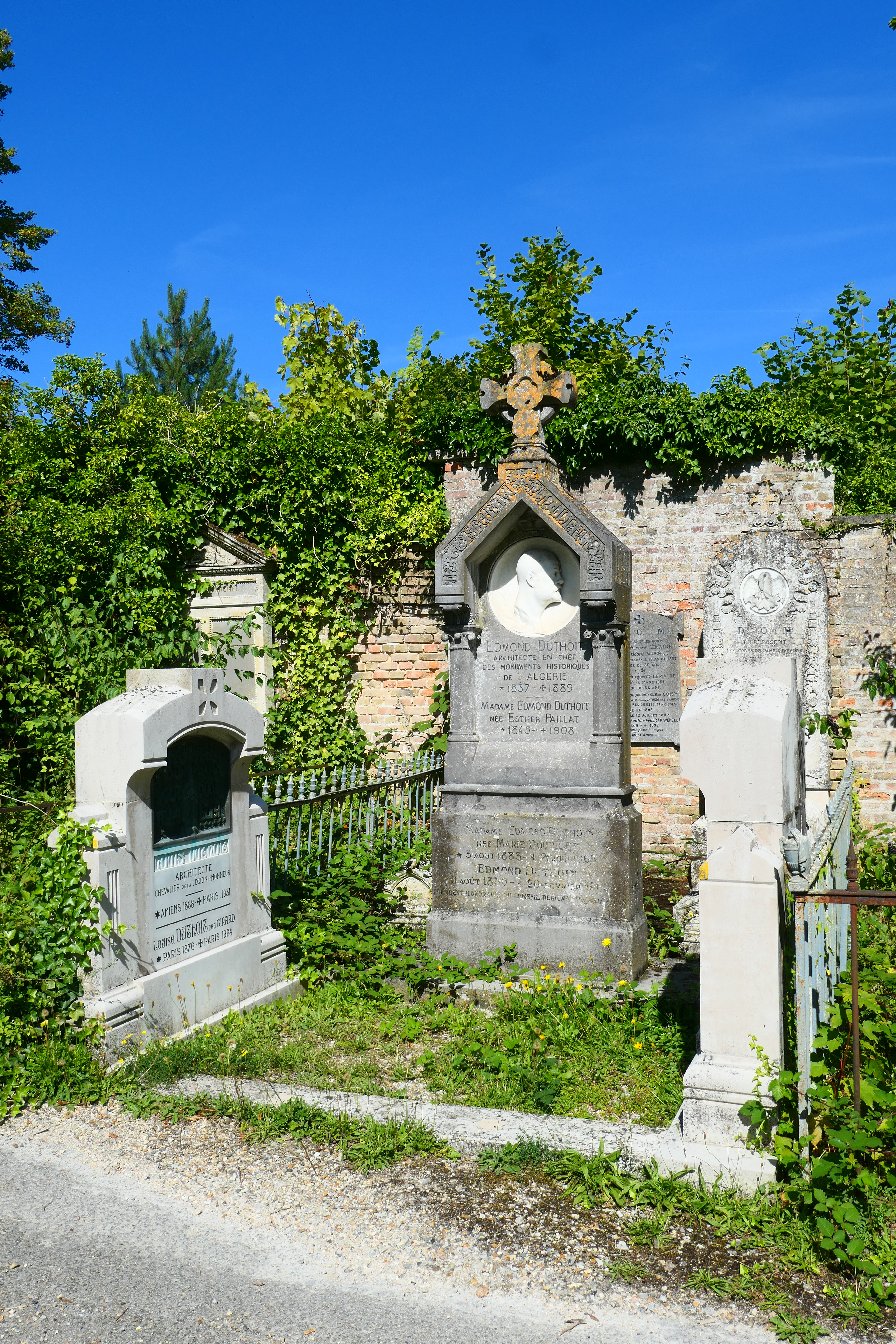
Adrien, Edmond, Louis et Louis Joseph Leopold Duthoit

#### Tombe d'Abraham Fatton
Abraham Fatton (1768-1845) était originaire du canton de Neuchâtel en Suisse. Il fut négociant à Amiens, membre du Tribunal de commerce, conseiller général de la Somme et secrétaire du Consistoire des Églises protestantes de la Somme. Il fut inhumé à La Madeleine ainsi que son fils dans un tombeau conçu par François-Auguste Cheussey restauré en 2011 par Les Amis de La Madeleine.
Tombe de Lucien Fournier et François Victor Leroy-Digeon
(Bruno) Lucien Fournier (1838-1923) était président de la chambre honoraire de la cour d'appel d'Amiens, un temps adjoint au maire d'Amiens, et chevalier de la Légion d'honneur. François Victor Leroy-Digeon (1814-1876) était entrepreneur en bâtiments. Le bas-relief en pierre, en haut de sa stèle, évoque les outils de son métier (équerre, fil à plomb ...).

#### Tombe d’Édouard Gand
Édouard Gand (1815-1891) fut professeur de tissage à Amiens. Il développa la production de tissus Jacquard dans la ville et fut, en 1861, l'un des fondateurs de la Société industrielle qui dispensait un enseignement technique pour former une main-d’œuvre qualifiée. Sa tombe est ornée d'un buste dû à Albert Roze.

#### Tombe Grenier et Bernard
Dans la nuit du 18 au 19 juin 1893, un incendie détruisit une huilerie dans le quartier Saint-Leu d'Amiens. Deux pompiers périrent : le caporal Grenier et le sapeur Émile Bernard. La ville d'Amiens fit don de deux concessions au cimetière de La Madeleine sur lesquelles on édifia un monument en forme de borne, orné d'un drapeau sculpté par Albert Roze.

#### Tombe Grimaux
Ce grand tombeau de style classique est surmonté d'une colonnade octogonale sur laquelle repose une coupole. De chaque côté du monument se trouve une sculpture de pleureuse. Sous le fronton triangulaire se trouve une chouette aux ailes déployées. Sous l'inscription, un bas-relief en pierre évoque le silence de la mort, d'après l'œuvre célèbre d'Auguste Préault (1842). Enfin, de superbes grilles en fer forgées complètent ce bel ensemble. Le monument est signé par l'entrepreneur Leroy-Digeon.  Classé MH (1995)
Tombe d'Augustin Guidon
Augustin Guidon (1847-1908) a combattu pendant la guerre de 1870-1871. Aisé, il fut ensuite membre du bureau de bienfaisance du quartier de Saint -Germain. Son buste en marbre n'est pas signé.

#### Tombe Lambert Lucas
Charles Lambert domicilié à Epernay, acquit cette concession en 1899. La stèle architecturée fut réalisée par l'entrepreneur Gadré  Inscrit MH (1986).

#### Tombe d'Alexandre Ferdinand Lapostolle
Alexandre Ferdinand Lapostolle (1749-1831) était un physicien et un chimiste qui fut professeur à l'école de médecine d'Amiens. Il inventa un parafoudre et un paragrêle en corde de paille. Son tombeau fut restauré en 1995 par Les Amis de La Madeleine.  Inscrit MH (1986)
Chapelle Lecocq

Cette belle chapelle en brique et pierre rappelle certaines maisons picardes. Devant trônent les bustes en marbre de Mr et Mme, tous deux signés par Albert Roze et datés de 1936.

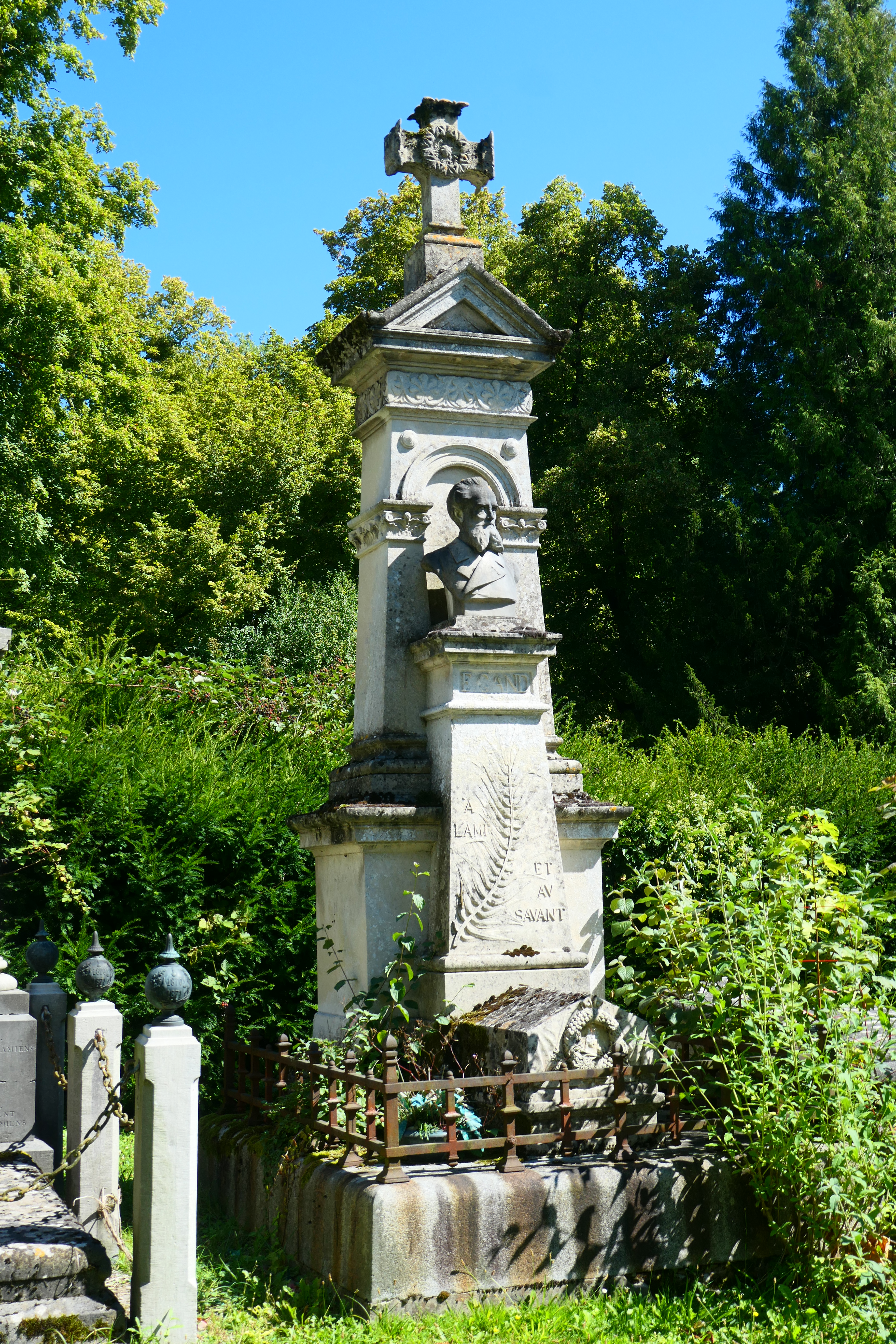
Edouard Gand
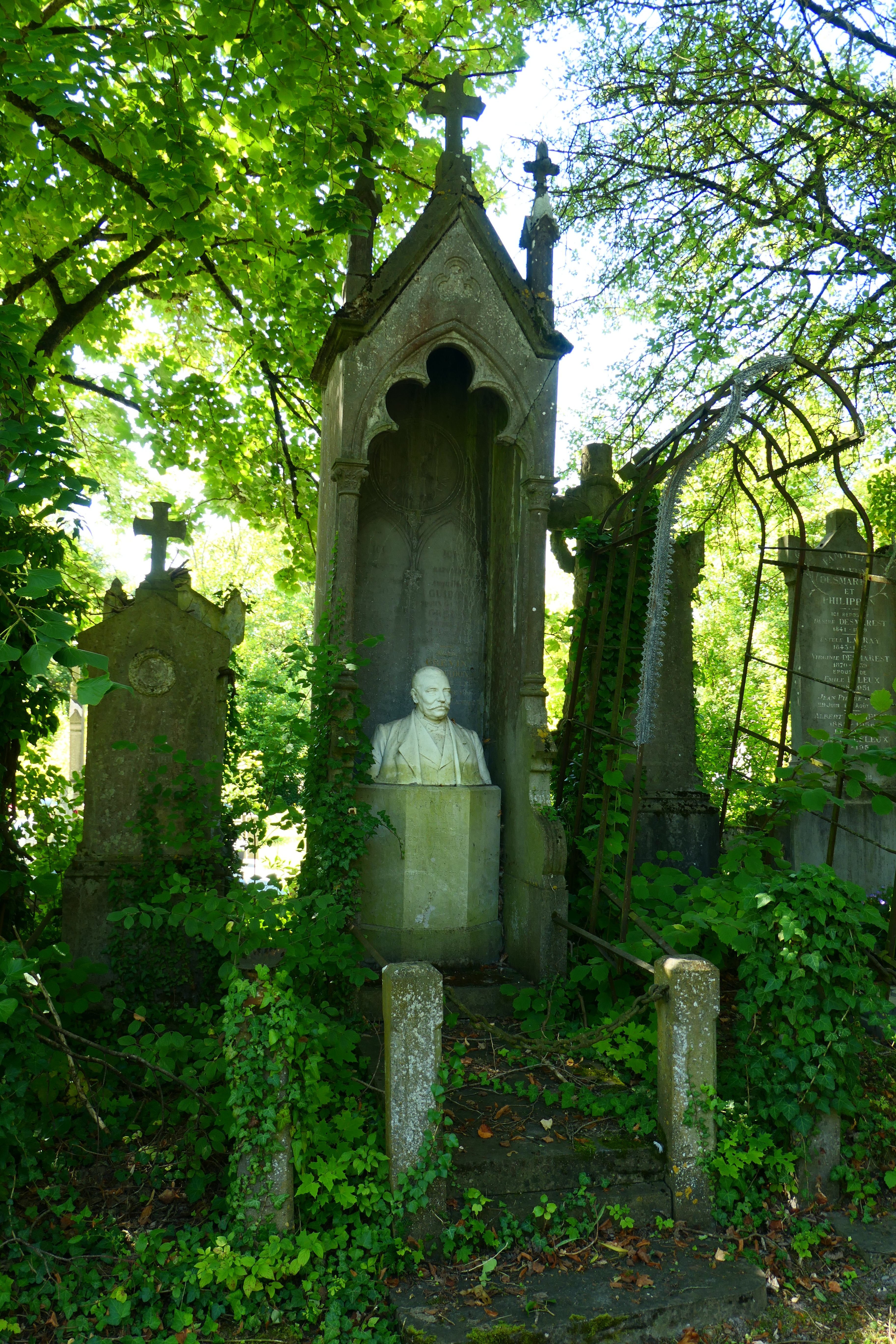
Augustin Guidon
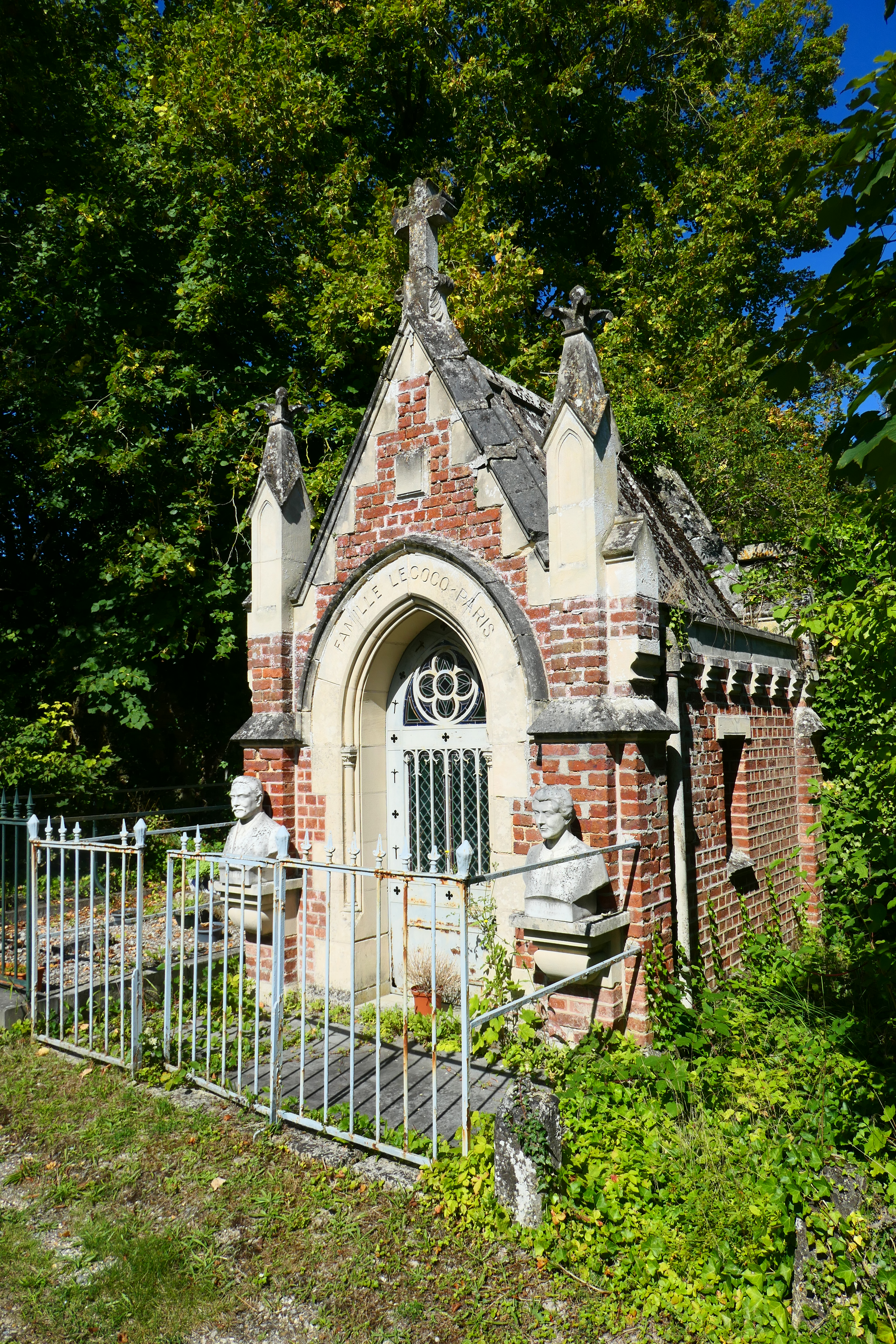
Lecocq
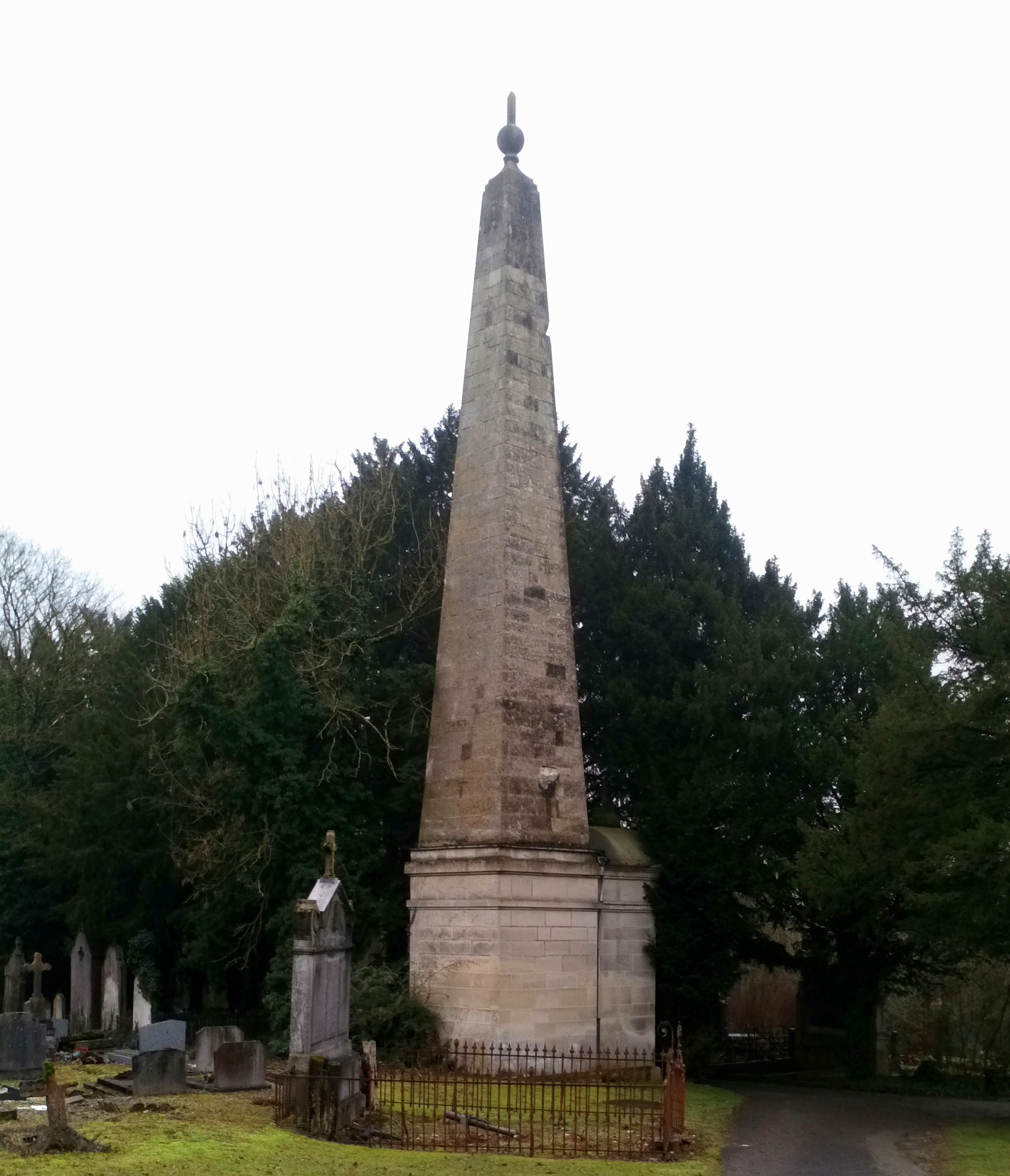
Jean Marest
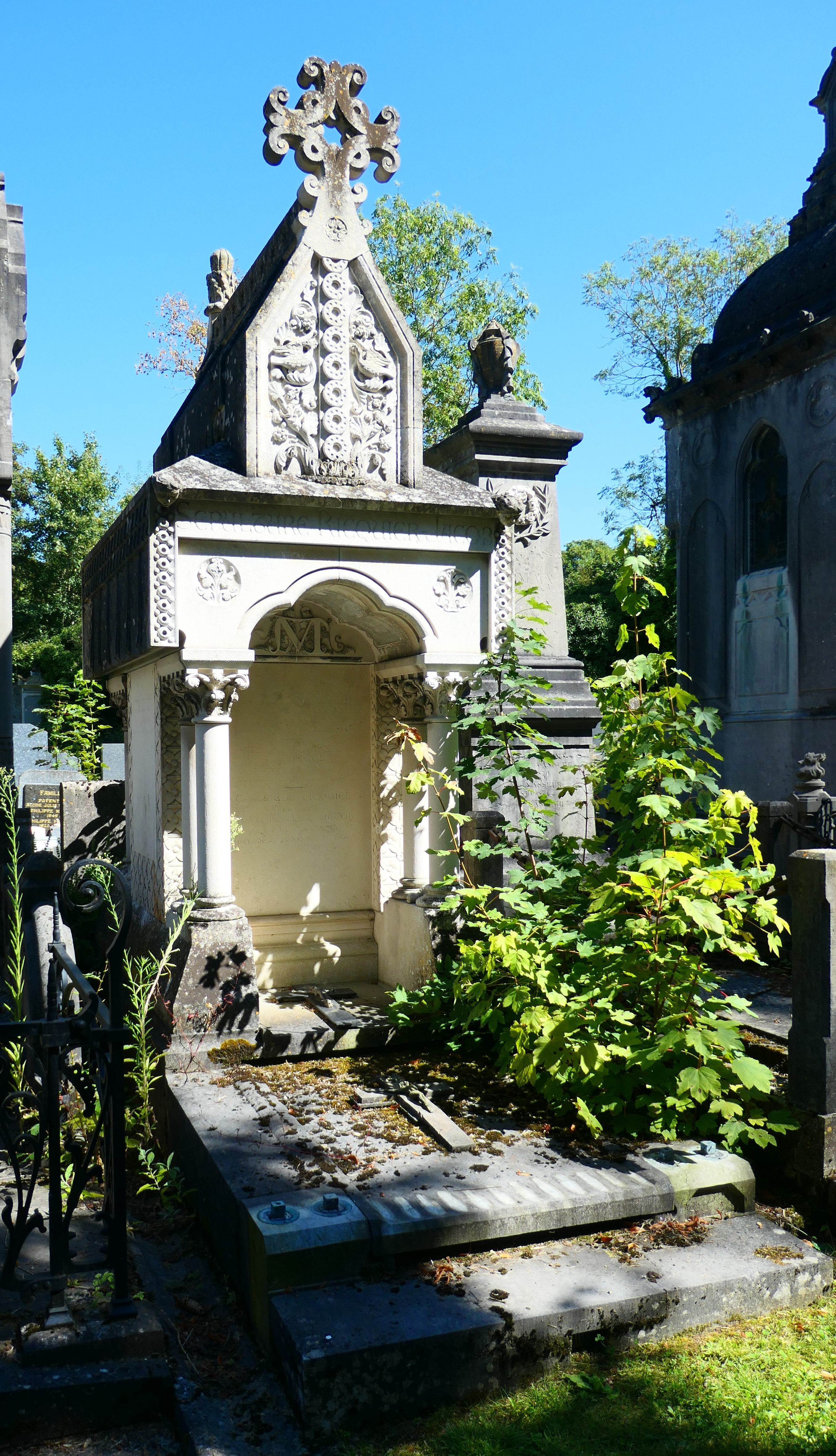
Charles Emile Riquier
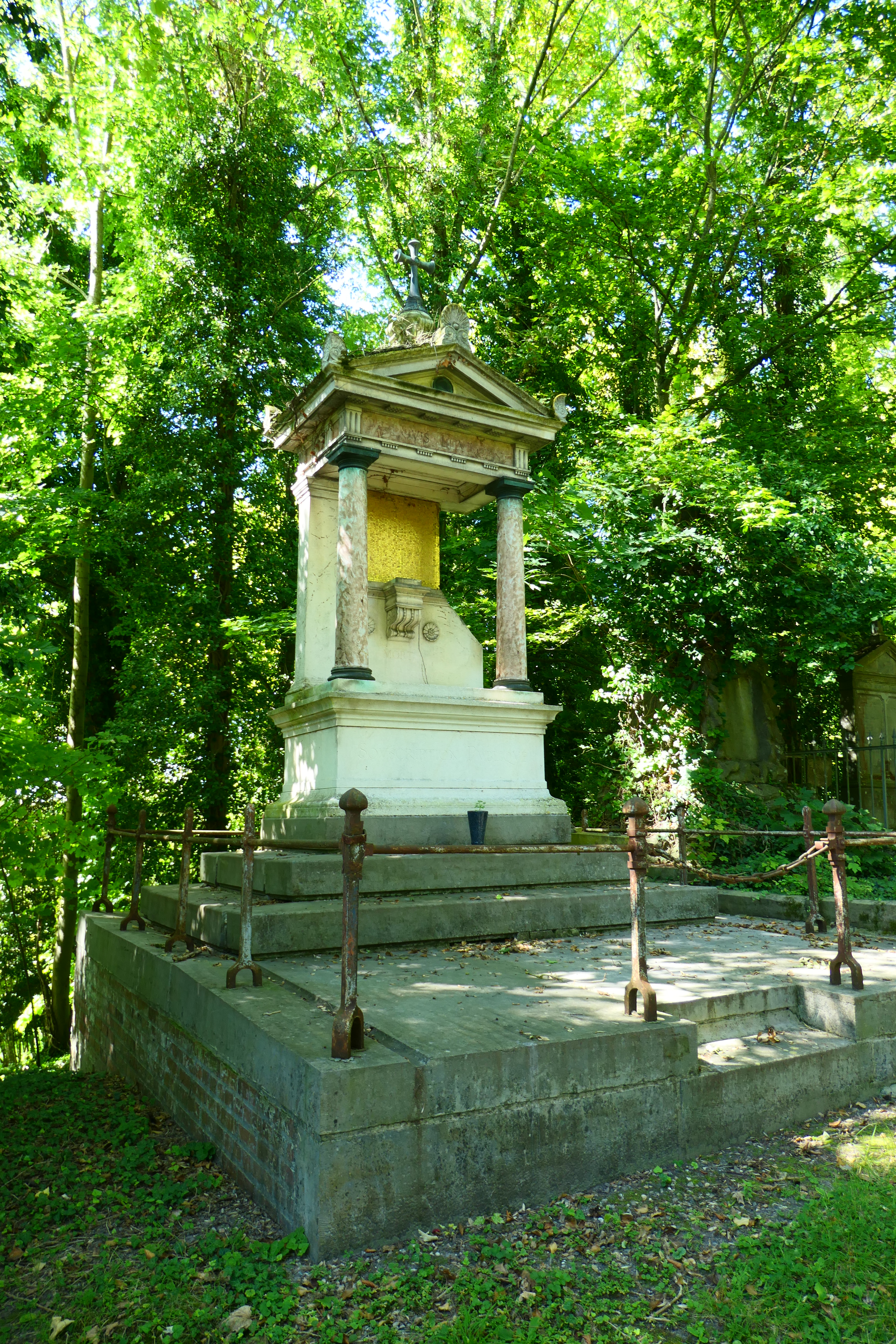
Louis Thuillier

#### Tombe d'Amédée Maintenay
Amédée Maintenay (1853-1881) était architecte et inspecteur des monuments historiques d'Algérie. Le tombeau a été réalisé d'après les plans d'Edmond Duthoit.

#### Monument funéraire à Jean Marest
Cette chapelle est surmontée d'un obélisque qui dépasse en hauteur tous les autres monuments du cimetière. Il est l’œuvre de Jean-Baptiste Marest, architecte de l'église de Thézy-Glimont qui conçut ce monument à la mémoire de ses parents.

#### Tombe de la famille Morgan de Belloy
Adrien Morgan de Belloy fut maire d'Amiens sous le Premier Empire et député de la Somme sous la Restauration. Il décéda en 1832 à 69 ans. Son tombeau est l’œuvre des Frères Duthoit  Inscrit MH (1986),  Classé MH (1986).

#### Tombe de Frédéric Petit
(François) Frédéric Petit (1836-1895) fut maire d'Amiens et sénateur de la Somme. Ardent républicain et ami de Jules Barni, il fut l'un des fondateurs du quotidien radical Le Progrès de la Somme. À sa mort, en 1895, il fut inhumé dans un imposant tombeau situé à côté de celui de Jules Barni. Il repose avec son père Louis François Frédéric Petit (1808-1881), industriel, et son petit-fils, Robert Gaston Frédéric Petit (1885-1914), lauréat de l'École des Sciences Politiques, puis lui aussi industriel, tombé pour la France en 1914.

#### Tombe d'Émile Ricquier
(Charles) Émile Ricquier (1846-1906) fut architecte en chef du département de la Somme. On lui doit la construction de plusieurs bâtiments à Amiens: École normale d'instituteurs, Lycée Madeleine Michelis, le cirque municipal et l'horloge Dewailly. Il réalisa lui-même son tombeau de style néo-romano-mauresque avec colonnes et chapiteaux, surmonté d'un sarcophage.

#### Tombe de la famille Tattegrain-Thuillier
Louis Thuillier (1856-1883) est un physicien et un biologiste qui a travaillé avec Pasteur. La tombe de cette famille d'entrepreneurs amiénois est dues à Pierre Ansart et à son fils Gérard Ansart, elle a été réalisée dans les années 1920 par l'entrepreneur Philippe Lamolet. Le sol est constitué de dalles en pierre de Tournai. La stèle est en calcaire avec un décor en mosaïque. Le fronton de la stèle est soutenu par deux colonnes, en granit rose.

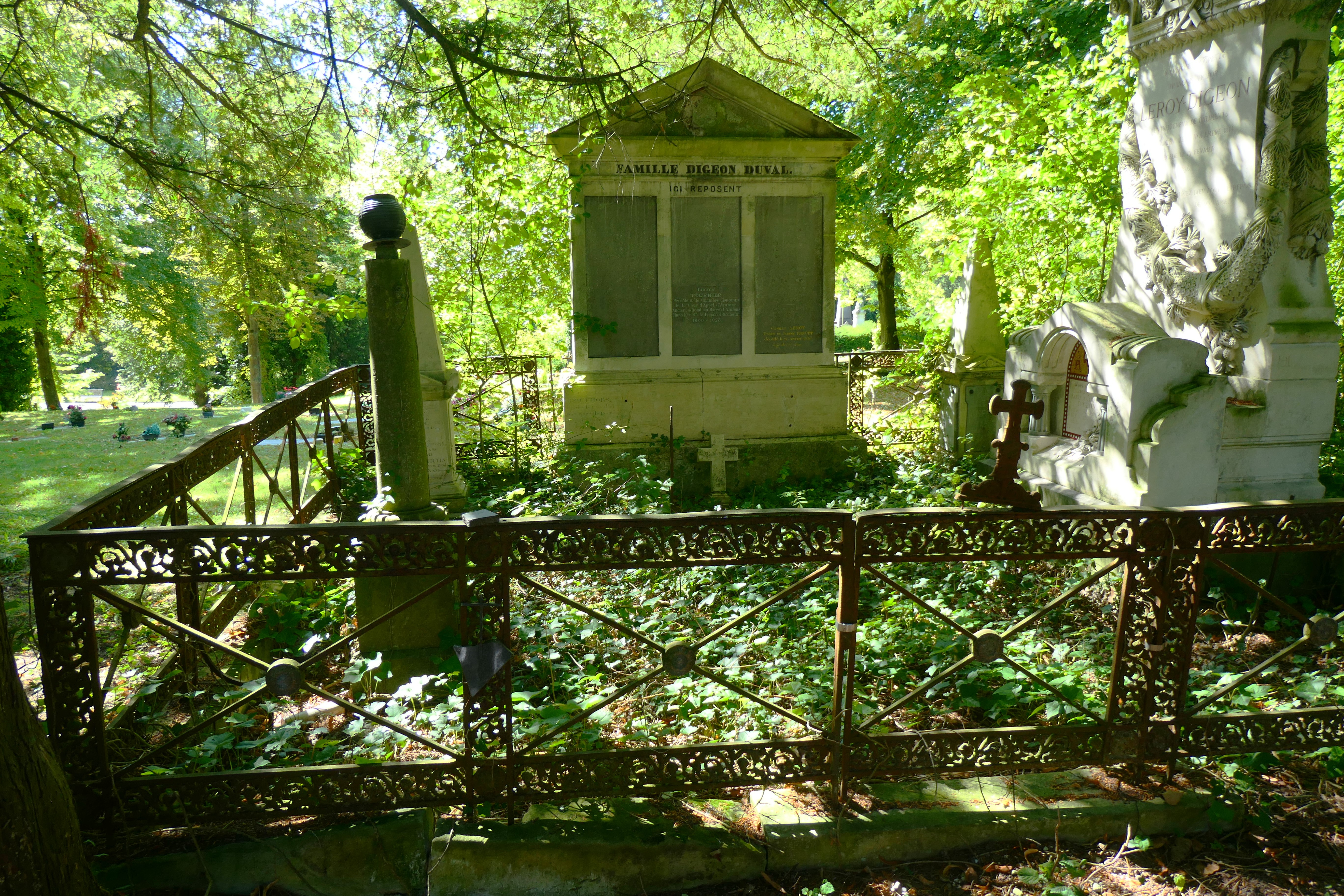
Lucien Fournier et François Victor Leroy Digeon
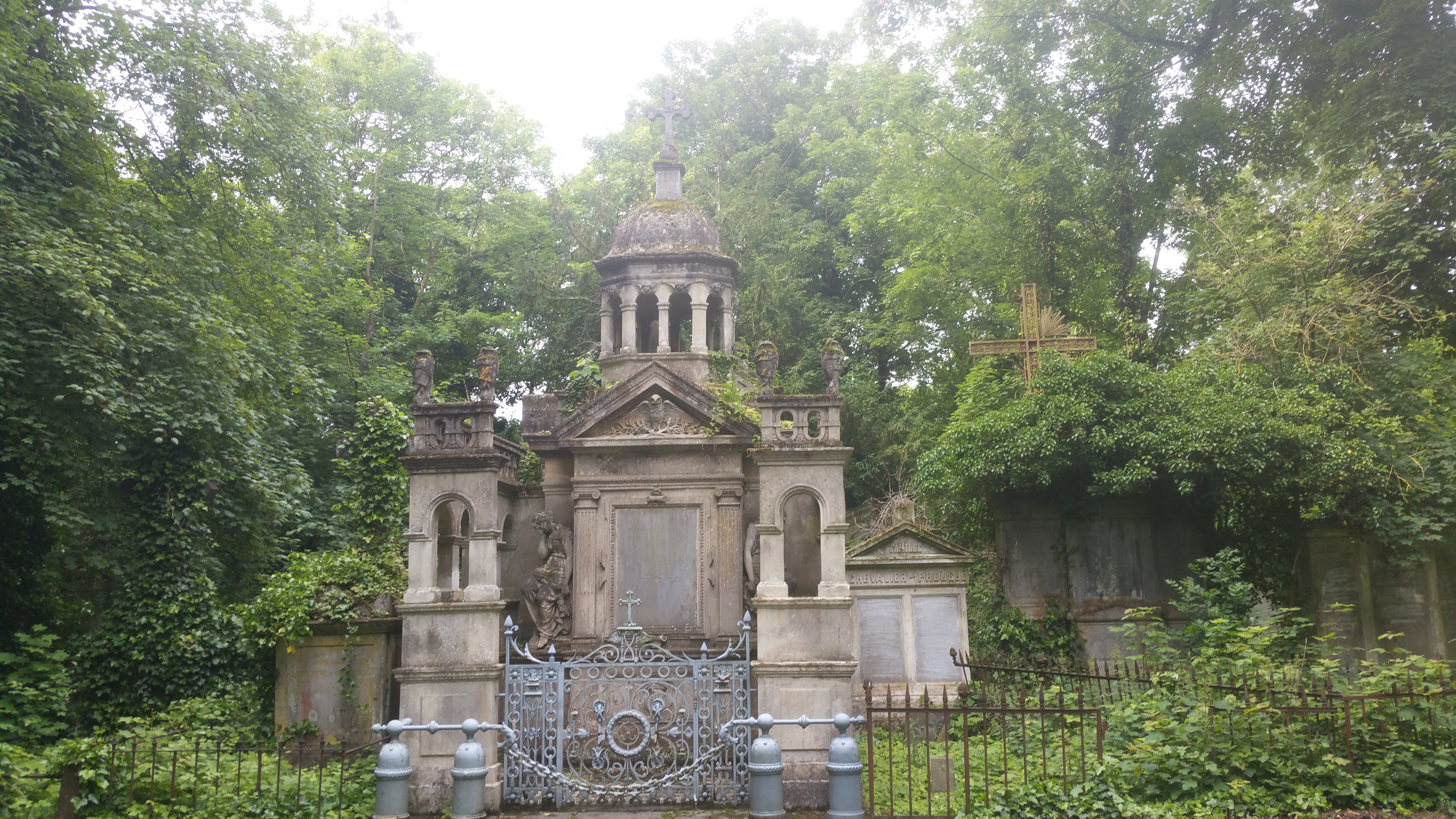
Grimaux
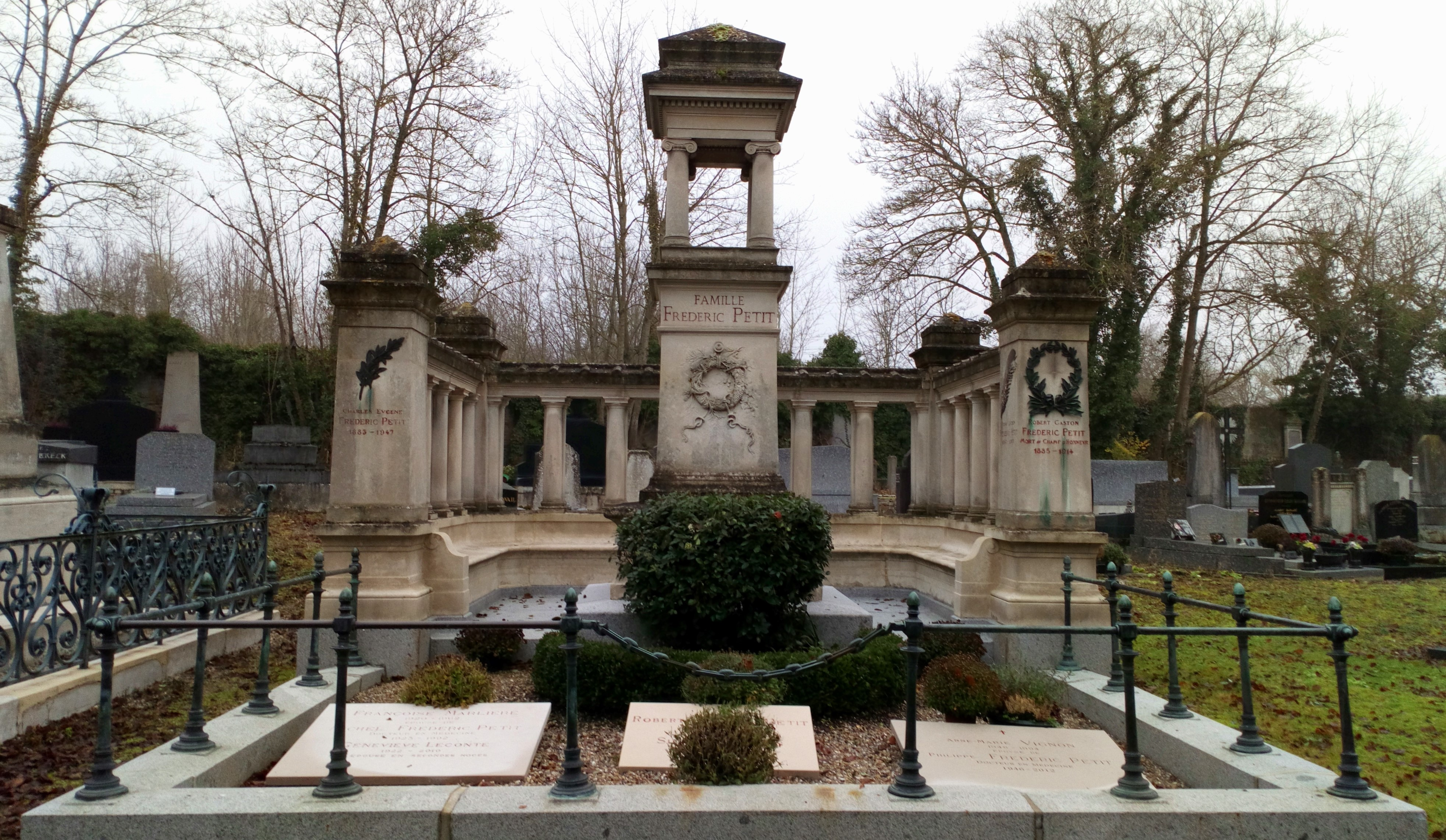
Frédéric Petit

### Tombes de style néogothique

#### Tombe de Bruno Vasseur
Bruno Vasseur (1755-1816) était un couvreur amiénois qui travailla à la cathédrale d'Amiens les vingt dernières années de sa vie. En 1816, il fit une chute fatale du haut de la cathédrale et s'écrasa sur le sol. Il fut inhumé à La Madeleine. Il avait acheté une pierre tombale provenant de l'ancien cimetière de Saint-Firmin-la-Pierre datant probablement du XIIIe siècle. En 1853, le conseil municipal d'Amiens fit installer à la tête de la pierre tombale, une stèle néogothique sur laquelle fut gravée une petite cathédrale. Il a inscrit par deux fois son nom et prénom sur les voutes de la croisée de la cathédrale d'Amiens  Inscrit MH (1986),  Classé MH (1995)

#### Tombe Polart
Polart est un entrepreneur amiénois. Sur sa tombe est érigé un monument en forme de pinacle néogothique.

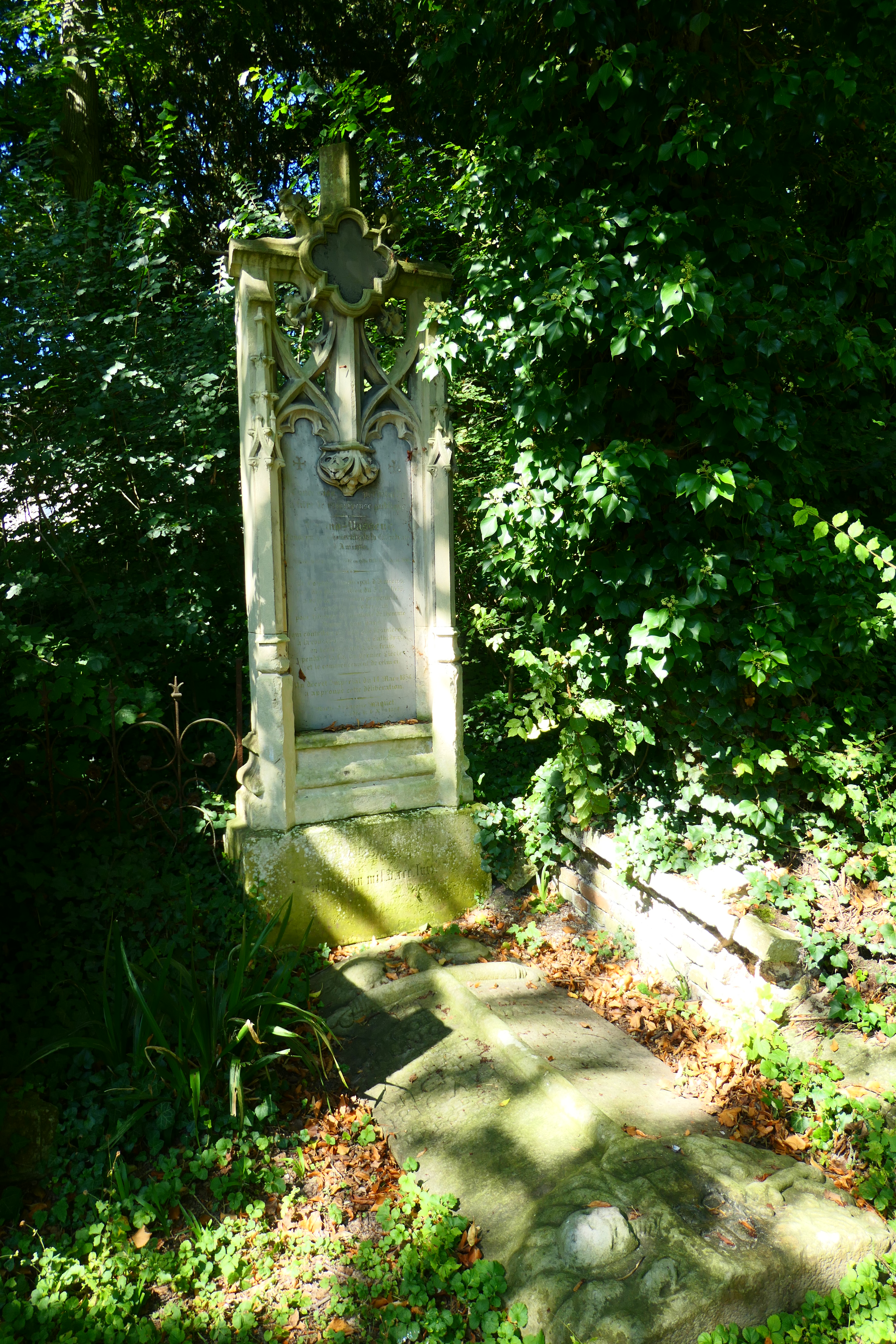
Bruno Vasseur

### Tombes de style «Art nouveau»

#### Tombe de Georges Guittet
Georges Henri Guittet (1871-1902) est un sculpteur amiénois. Son œuvre la plus célèbre est le Porteur d'eau africain exposé au Musée de Picardie. Le bas de la stèle est orné de céramiques signées par Alexandre Bigot.  Inscrit MH (1986),,.
Tombe de Gustave Piat

Gustave Piat (1845-1910) est inhumé dans une chapelle massive.

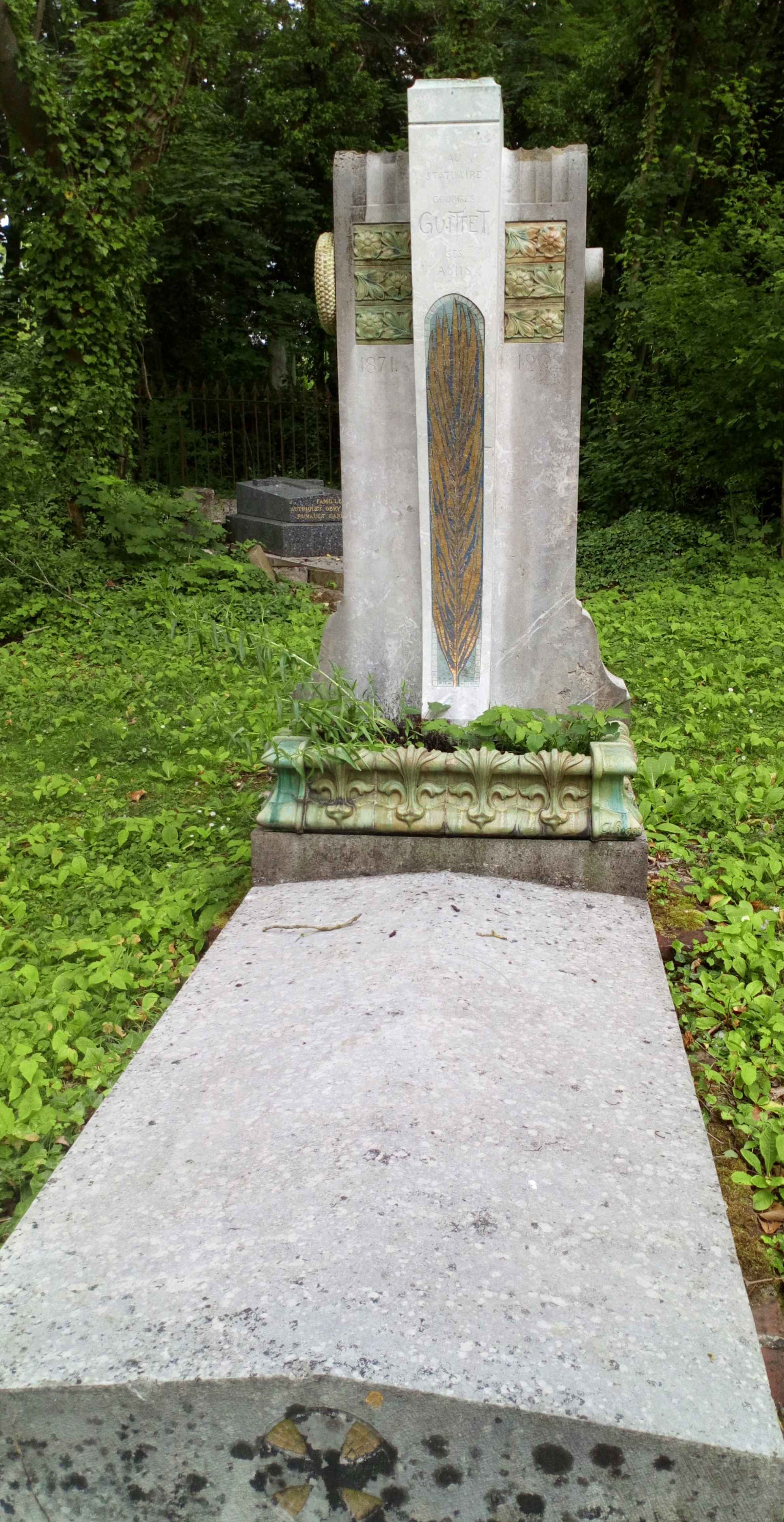
Georges Guittet
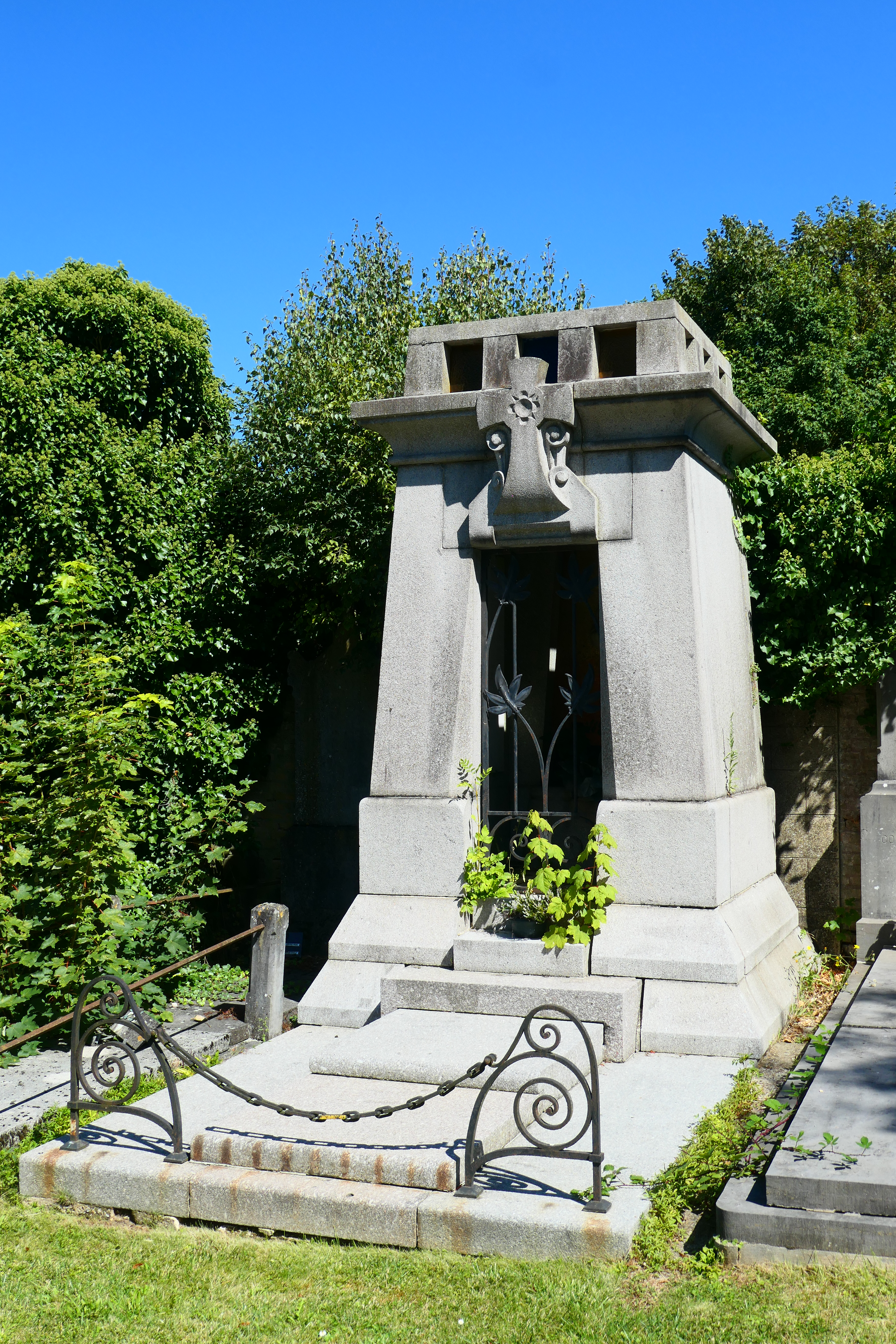
Gustave Piat

### Tombe style «Art déco»

#### Tombe de Pierre Cosserat
Pierre Cosserat était sergent lorsqu'il reçut, au cours de la Première Guerre mondiale, en 1915, une balle dans la poitrine qui le tua. Le monument a été réalisé sur les plans de Pierre Ansart.

### Les vitraux du cimetière
Aucune grande signature n'est à signaler, pourtant les vitraux avec une imagerie religieuse ne manquent pas : le Sacré Cœur (Mahout), le Christ crucifié (vitrail quadrilobé pour Maire), le Bon pasteur bénissant (vitrail trilobé pour Demarquet, quadrilobé pour Briaux, Douchet, Mallet et Salle - ces quatre  vitraux sont si semblables qu'on les croit faits en série ! -), Marie en Vierge de l'Immaculée Conception (Mahout), une Vierge à l'enfant (Béra), Saint Joseph et Jésus (Mahout), la tête du Christ et la tête de la Vierge (de Le Valle) ...

On trouve aussi un vitrail rond avec des fleurs (Lefevre), des vitraux rectangulaires Art Nouveau (Codevelle), un vitrail en éventail avec une alternance de panneaux rouges et blancs (Voclin) ...

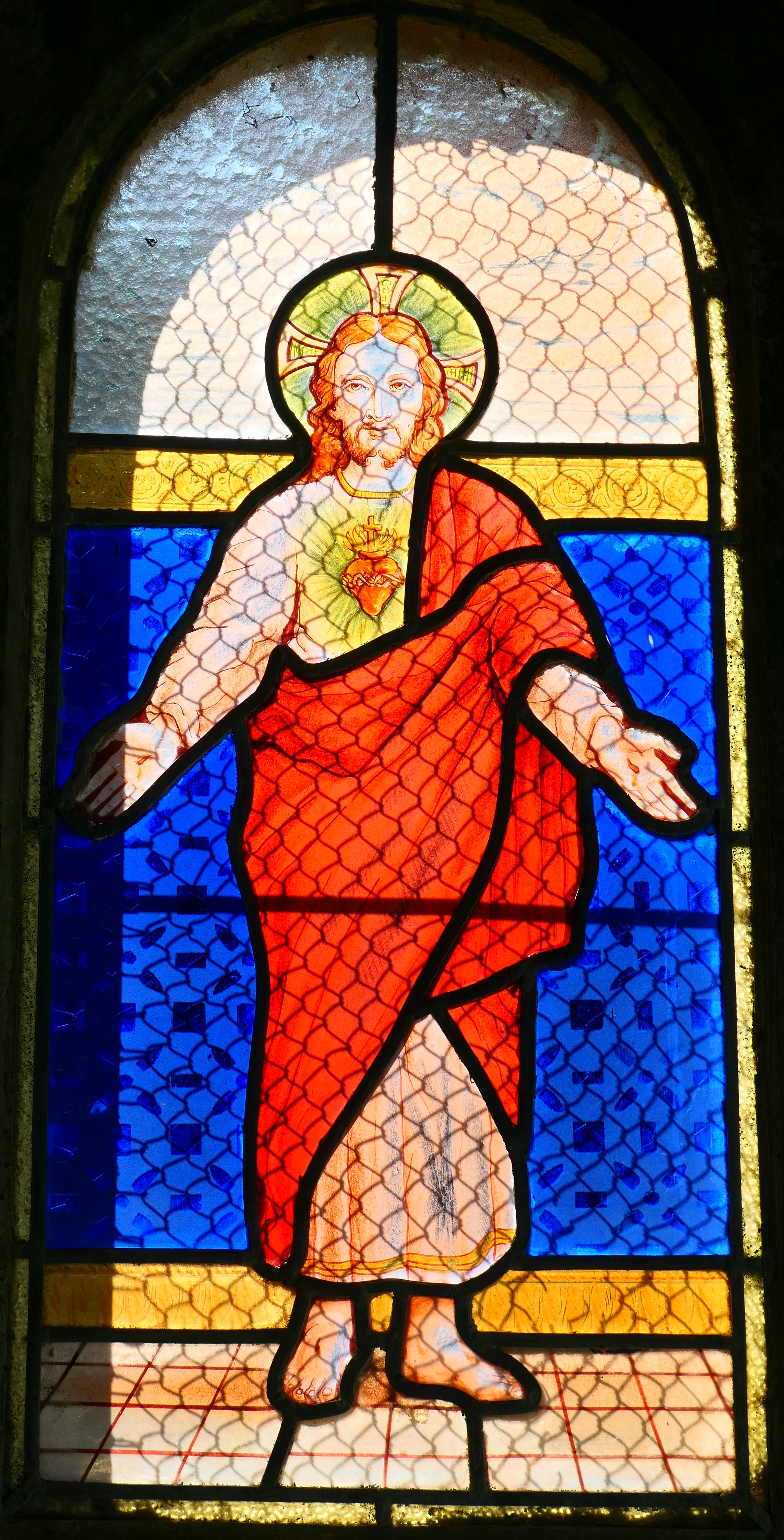
Chapelle Mahout, Le Sacré-Cœur
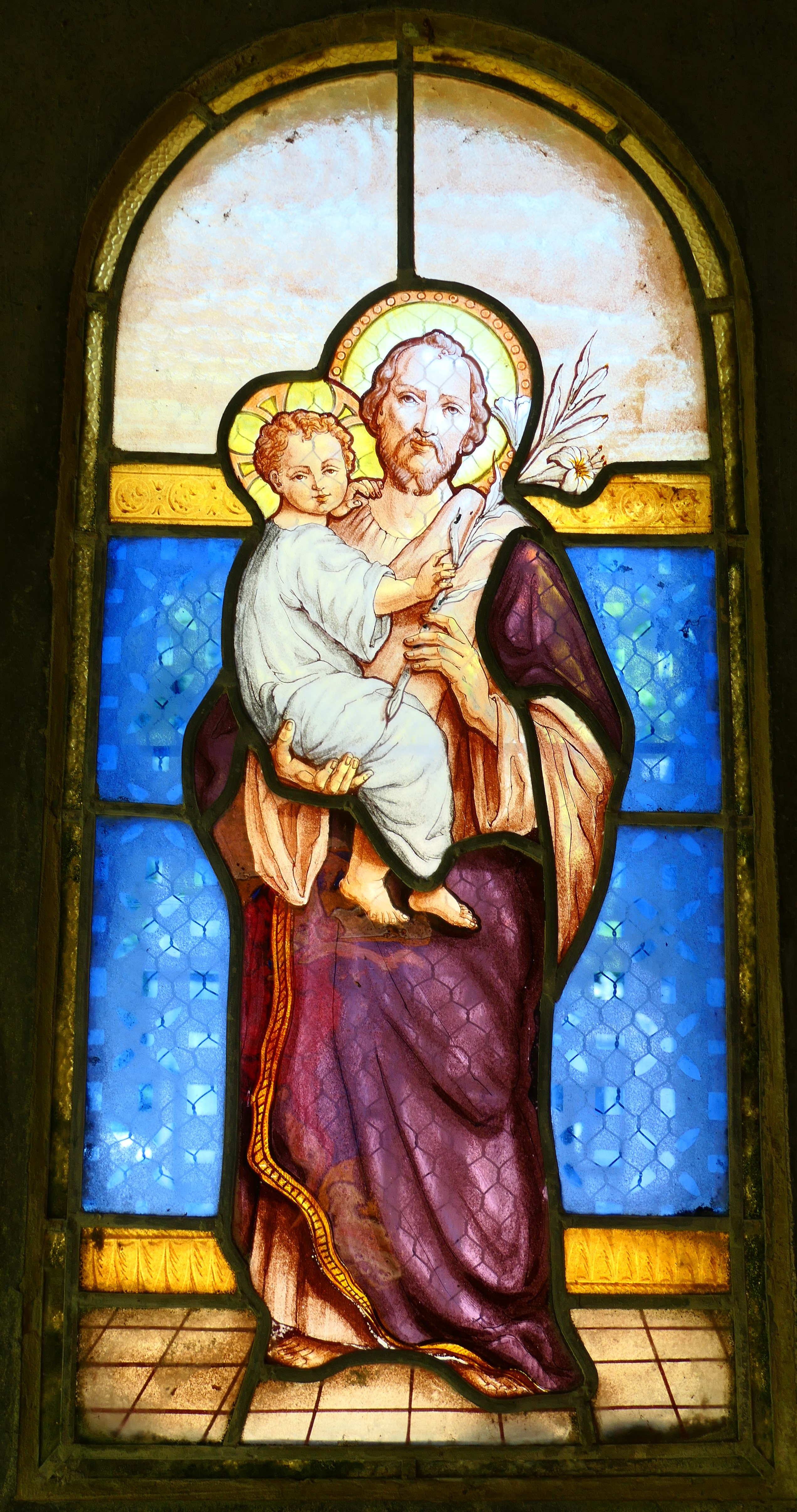
Chapelle Mahout, Saint Joseph et Jésus
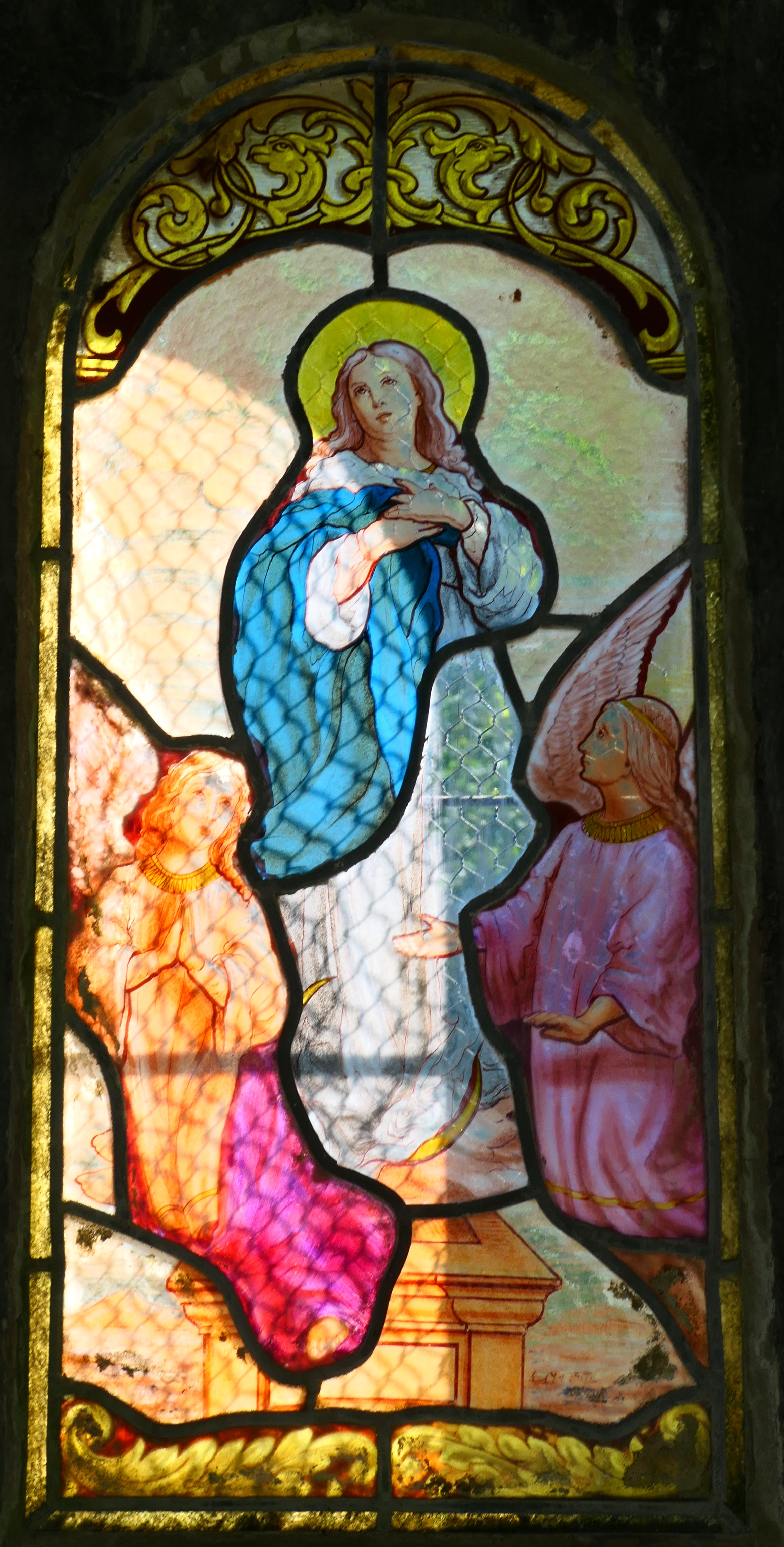
Chapelle Mahout, Immaculée Conception

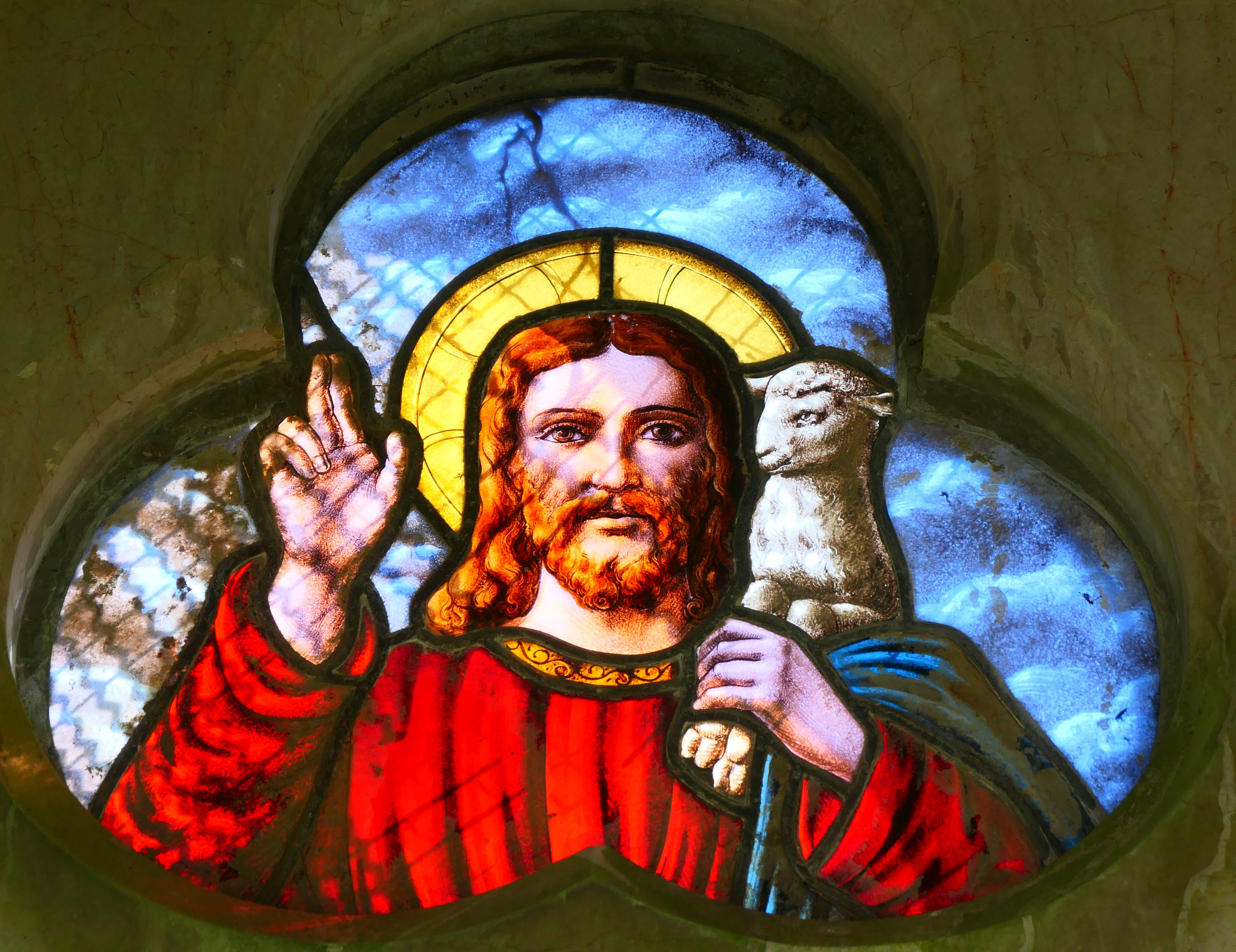
Chapelle Demarquet, Le Bon Pasteur
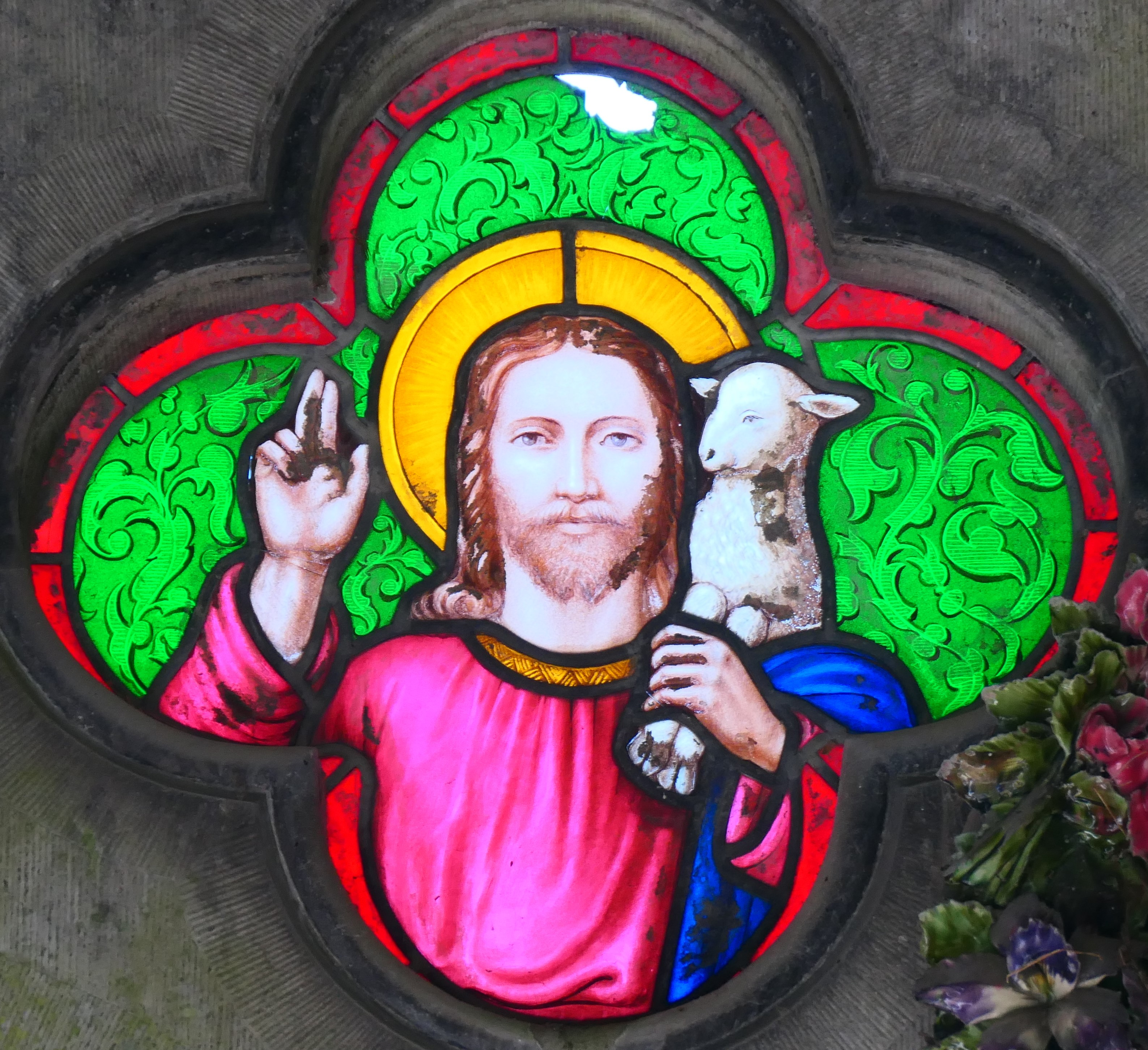
Chapelle Briaux et Pruvost, Le Bon Pasteur
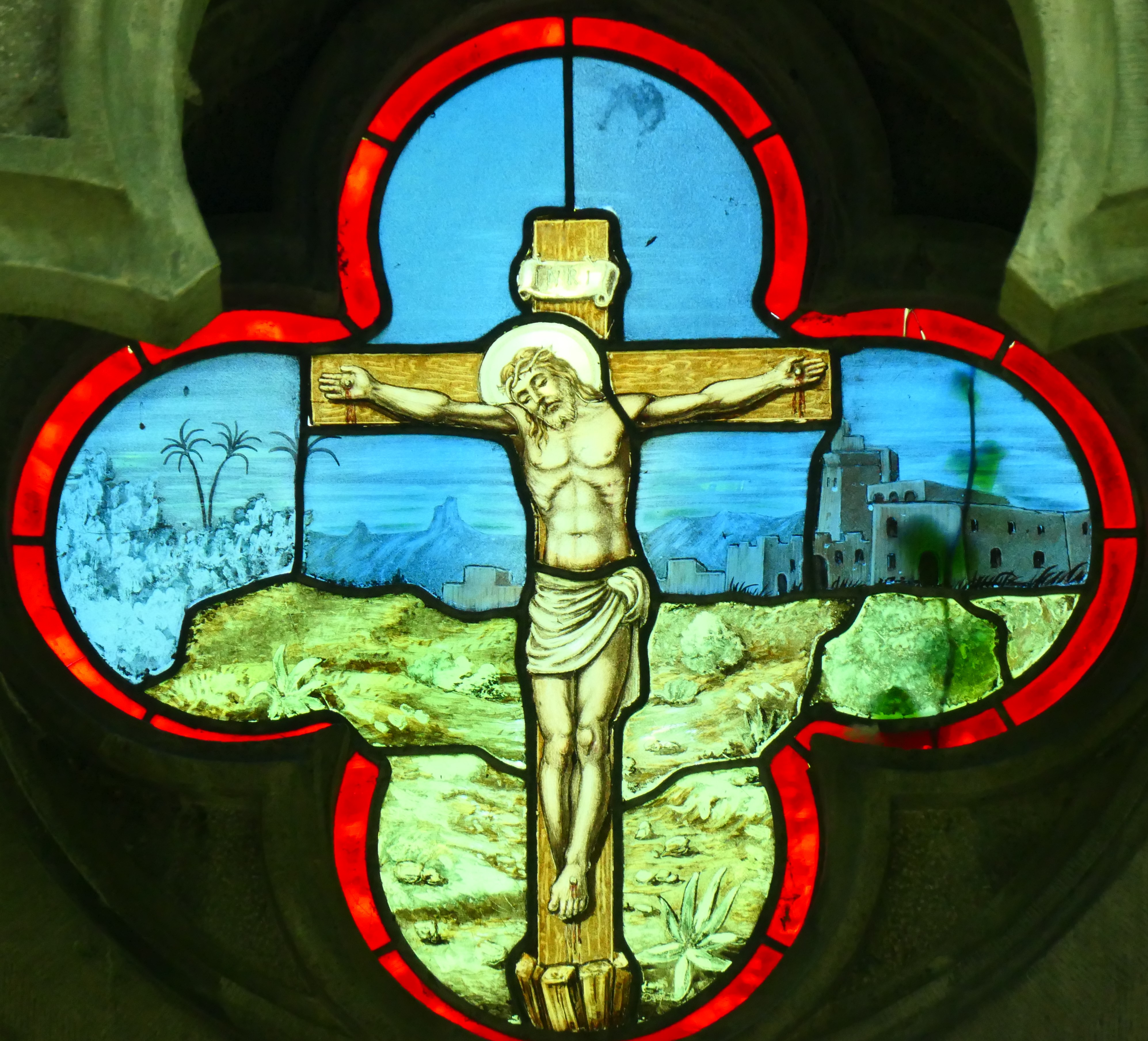
Chapelle Maire, Le Christ en croix

### Le fer forgé et la fonte témoins duXIXesiècle
Si la pierre est le matériau dominant, les décors de fonte et de fer forgé sont largement représentés : croix, anges, balustres d'entourage de tombes. Quelques portes sont ornées de décor funéraire. Ces ornements sont souvent attaqués par la rouille, la végétation.

## Préservation du patrimoine
L'association Les Amis de La Madeleine créée en 1985 a pour but de :
- préserver le caractère « romantique » du cimetière ;
- sauvegarder les tombes, éléments de l'histoire de la société amiénoise des XIXe et XXe siècles et en assurer la restauration. Une cinquantaine de monuments ont ainsi été restaurés en 23 ans, la plupart avec les propres moyens financiers de l'Association.
- faire connaître le patrimoine historique que représente le cimetière de La Madeleine pour la ville d'Amiens par des publications d'ouvrages, de bulletins, d'articles de journaux, de participation à des émissions de radio et de télévision, la création d'un site internet, l'organisation de conférences, d'expositions, de visites guidées...
- aider dans tous les domaines possibles à l’entretien du cimetière, pour préserver et protéger le caractère paysager, les monuments, conserver les sépultures...
- constituer un fonds documentaire.

## Personnages célèbres inhumés dans le cimetière
- Pierre Ansart et Gérard Ansart

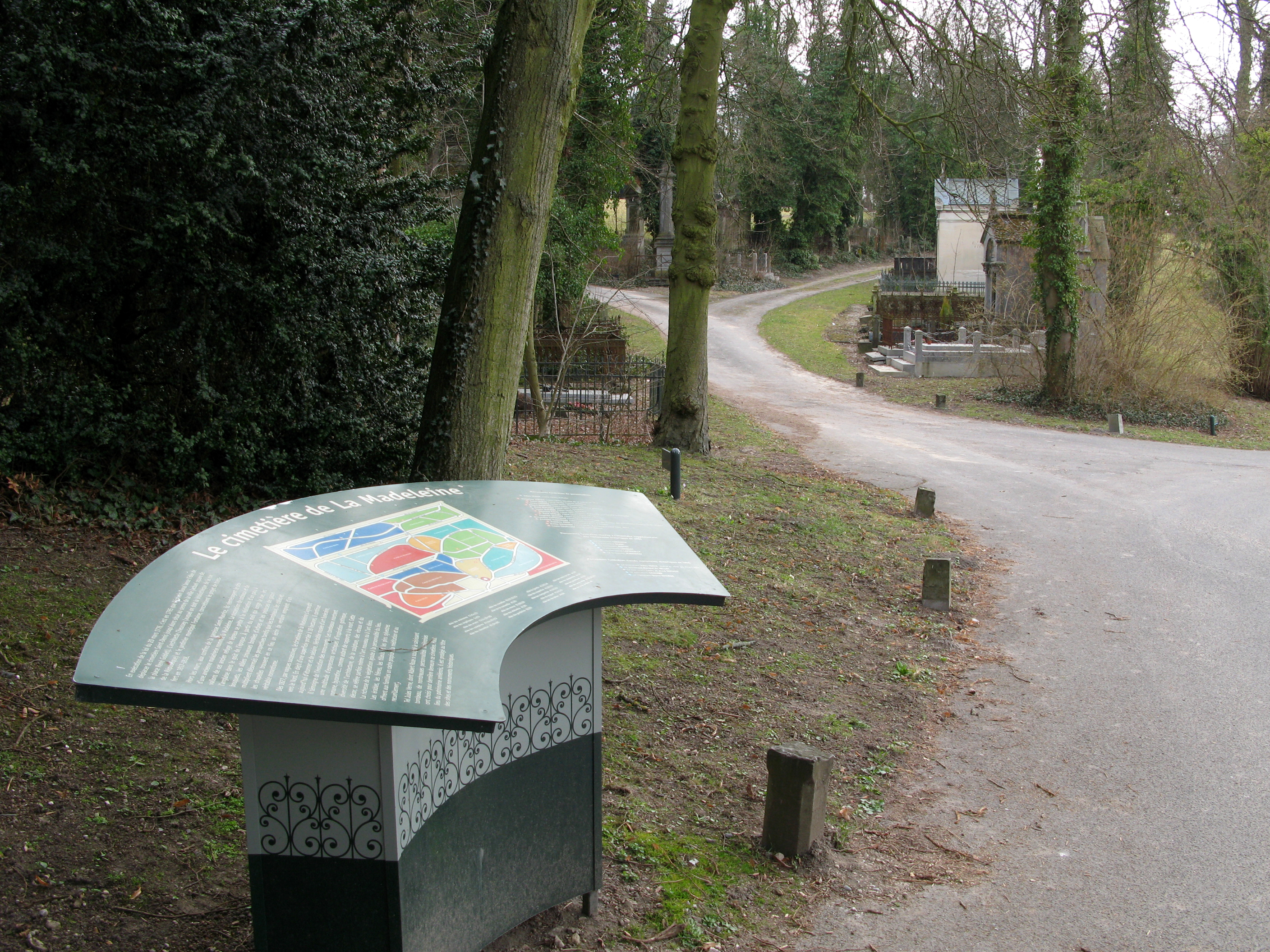
Table d'orientation

- Victor Autier (1805-1876), médecin, et Victorine Autier (1840-1874), infirmière pendant la guerre de 1870-71
- Jules Barni (1818-1878), philosophe et maire d'Amiens
- Morgan de Belloy
- Auguste Carvin (1868-1949), sculpteur
- Louis Cozette (1766-1898), fondateur d'une maison de secours à Amiens
- Albert Dauphin
- Amiral René Daveluy (1815-1891) , inventeur du périscope pour les sous-marins
- Victor et Paul Delefortrie
- Aimé et Louis Duthoit, et Adrien (1867-1917), peintre
- Edmond Duthoit (1837-1889), architecte
- Louis Duthoit (1868-1931), architecte
- Édouard Gand (1815-1891), promoteur et théoricien de l'enseignement technique
- René Goblet
- Georges Henri Guittet (1871- 1902), sculpteur français
- Auguste Janvier (1827-1900), historien de la ville d'Amiens et de la Picardie, philanthrope
- Alexandre Ferdinand Lapostolle (1749-1831), physicien et chimiste
- Edmond Lebel
- Pierre Lefort
- Amédée Maintenay (1853-1881), architecte
- Charles Muller (1877-1914), journaliste et écrivain mort pour la France
- Frédéric Petit (1836-1895), maire d'Amiens et sénateur de la Somme
- Émile Ricquier (1846-1906) architecte en chef du département de la Somme
- Marcel Jérôme Rigollot
- Paul Simoni (1863-1931), gouverneur de Djibouti de 1915 à 1916
- Louis Thuillier (1856-1883), physicien et biologiste qui a travaillé avec Pasteur
- Charles Vérecque (1872-933), journaliste et militant socialiste
- Jules Verne (1828-1905), écrivain
- Vulfran Warmé

## Le cimetière de La Madeleine au cinéma
Le film fantastique français La Rose de fer  de Jean Rollin, (1973) a été tourné au cimetière de La Madeleine.

## Pour approfondir